# Nysa
Nysaⓘ (antes Nisa, Nissa, em latim: Nissa, em alemão: Neisse, em tcheco/checo: Nisa) é um município no sudoeste da Polônia, localizado na voivodia de Opole, no condado de Nysa e é a sede da comuna urbano-rural de Nysa. Historicamente, ele está localizado na Baixa Silésia, na fronteira entre o sopé dos Sudetos e a planície silesiana, na parte sudoeste do vale do Nysa Kłodzka. O rio Nysa Kłodzka flui por ele. Existem reservatórios de água artificiais próximo de Nysa: o lago Nyskie (também conhecido como Lago Głębinowskie) e, um pouco mais adiante, o lago Otmuchowskie.
Nos anos de 1975 a 1998, a cidade pertencia administrativamente à antiga voivodia de Opole.
Estende-se por uma área de 27,5 km², com 40 417 habitantes, segundo o censo de 31 de dezembro de 2024, com uma densidade populacional de 1 469 hab./km².

## Toponímia

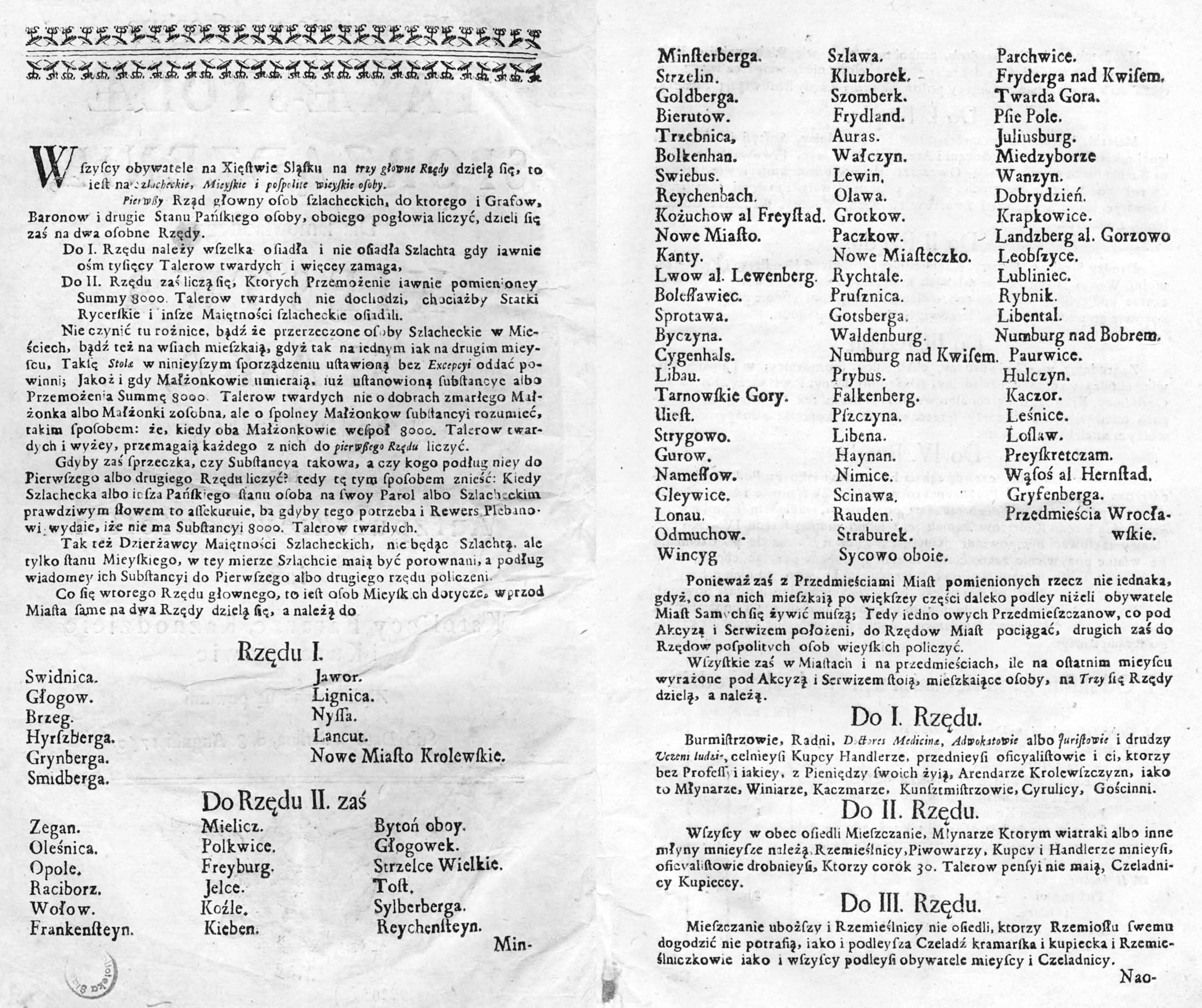
O nome da cidade de Nysa entre outros nomes de cidades da Silésia em um documento oficial prussiano de 1750 emitido em polonês em Berlim.

O nome da cidade deriva do rio Nysa Kłodzka que atravessa a cidade. O nome do rio já existia antes mesmo do povoamento ser fundado neste local. Cosme de Praga em sua Crônica dos tchecos em 991 menciona o nome Niżą. O registro fluminis Niżą das Terras Baixas também aparece no documento do imperador Otão III do Sacro Império Romano-Germânico de 1000. Na virada dos séculos X e XI, o cronista alemão Dietmar de Merseburgo mencionou provinciam Nice.
Escrito no século XIII, o Livro da Fundação do Mosteiro de Santa Maria, a Virgem em Henryków, dá o nome de Nyża. É difícil estabelecer a origem deste nome. Talvez significasse a posição baixa de um riacho ou de um rio que flui. É um antigo nome eslavo. Jan Długosz na crônica do século XV explica que a cidade de Nysa recebeu seu nome do rio. A visão de Długosz é compartilhada por Hartmann Schedel em sua Crônica de Nuremberg de 1493.
O nome da cidade deriva do rio que atravessa a cidade de Nysa Kłodzka. Foi mencionada na forma de Nysa em 1333 em um documento latino publicado em Breslávia pelo príncipe silesiano Henrique. A cidade foi mencionada em um documento latino de 1310, na forma de Nyza. Em 1613, o regionalista e historiador da Silésia Mikołaj Henel, de Prudnik, mencionou a cidade em seu trabalho sobre a geografia da Silésia intitulado Silesiographia dando seu nome em latim: Nissa
Em vários anos, a cidade foi mencionada, entre outros, pelos seguintes nomes: 1223 Nysa, 1367 Nise, 1435 Neise, 1566 Neysse.

## Geografia

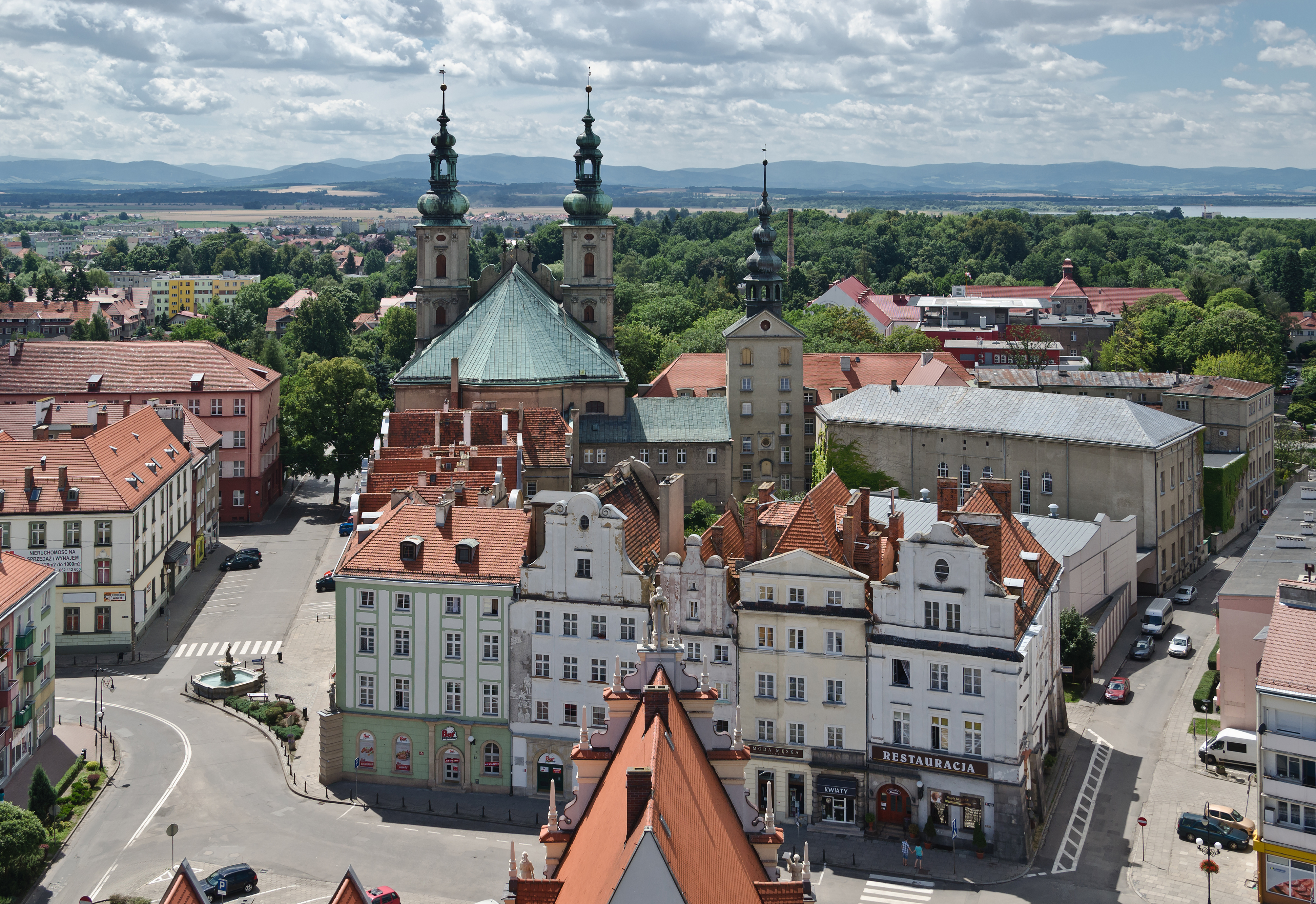
A Cidade velha de Nysa com vista para os Sudetos

### Localização
Nysa está situada na parte sudoeste da voivodia de Opole, nas margens do lago Nyskie e do rio Nysa Kłodzka. É a sede do condado de Nysa.
A localização conforme a região histórica está em disputa — desde 1201, quando Henrique I, o Barbudo, doou as terras de Nysa ao bispo de Breslávia, o Ducado de Nysa estava associado a Breslávia e, portanto, à Baixa Silésia. Em 1680, o neerlandês Fryderyk de Wit publicou um mapa da Alta Silésia, onde o Ducado de Nysa estava localizado na Baixa Silésia. Essa relação durou até as Guerras da Silésia, seu fim final foi a secularização da Prússia em 1810. A partir de então, Nysa ficou mais associada à Alta Silésia. A fronteira da Alta e da Baixa Silésia era conhecida como Przesieka da Silésia, que circundava a terra Nysa em um arco do sudeste, alcançando o leste até o curso superior do rio Ścinawa e, em seguida, o curso inferior do Nysa Kłodzka. Mais tarde, o rio Nysa Kłodzka se tornou a fronteira tradicional da Alta e da Baixa Silésia, fluindo pela cidade em seu curso médio. De 1815 a 1945, Nysa pertencia administrativamente à região de Opole, que em 1919 passou a fazer parte da Província da Alta Silésia, razão pela qual alguns historiadores hoje reconhecem Nysa como pertencente à Alta Silésia, enquanto os oponentes dessa visão apontam para um fortalecimento cultural e laços históricos com a Baixa Silésia. A relação com a Baixa Silésia também é visível no brasão do antigo Ducado de Nysa, onde ao lado dos símbolos da cidade está o brasão dos Piastas da Baixa Silésia.

### Clima
Conforme a classificação climática de Köppen-Geiger, Nysa situa-se na zona Cfb − clima temperado oceânico. Na cidade de Nysa, a temperatura média anual é de 9,4° C. Nesta área, a precipitação média anual é de 786 mm. Está localizada no Hemisfério Norte. Os meses de verão são: junho, julho, agosto, setembro. O mês mais seco é fevereiro, com 44 mm de precipitação. O mês mais quente do ano é julho, com temperatura média de 19,4 °C. A temperatura média mais baixa do ano ocorre em janeiro e é de aproximadamente -0,9 °C.
Com média de 107 mm, a maior precipitação ocorre no mês de julho. A diferença de precipitação entre o mês mais seco e o mais úmido é de 63 mm. A variação de temperatura durante o ano é de 20,3 °C. O mês com a maior umidade relativa é novembro (82%). O mês com a menor umidade relativa é abril (69%). O mês com o maior número de dias de chuva é julho (10 dias) e o de menor número é fevereiro (8 dias).
| Dados climatológicos para Nysa | Dados climatológicos para Nysa | Dados climatológicos para Nysa | Dados climatológicos para Nysa | Dados climatológicos para Nysa | Dados climatológicos para Nysa | Dados climatológicos para Nysa | Dados climatológicos para Nysa | Dados climatológicos para Nysa | Dados climatológicos para Nysa | Dados climatológicos para Nysa | Dados climatológicos para Nysa | Dados climatológicos para Nysa | Dados climatológicos para Nysa |
| Mês | Jan                            | Fev                            | Mar                            | Abr                            | Mai                            | Jun                            | Jul                            | Ago                            | Set                            | Out                            | Nov                            | Dez                            | Ano                            |
| --- | ------------------------------ | ------------------------------ | ------------------------------ | ------------------------------ | ------------------------------ | ------------------------------ | ------------------------------ | ------------------------------ | ------------------------------ | ------------------------------ | ------------------------------ | ------------------------------ | ------------------------------ |
| Temperatura máxima média (°C) | 1,6                            | 3,2                            | 7,8                            | 14,0                           | 18,3                           | 21,4                           | 23,5                           | 23,5                           | 18,7                           | 13,4                           | 8,0                            | 3,2                            | 13,0                           |
| Temperatura média (°C) | −0,9                           | 0,2                            | 3,7                            | 9,3                            | 14,0                           | 17,4                           | 19,4                           | 19,2                           | 14,6                           | 9,9                            | 5,4                            | 0,9                            | 9,4                            |
| Temperatura mínima média (°C) | −3,6                           | −3,0                           | −0,3                           | 4,2                            | 9,0                            | 12,6                           | 14,7                           | 14,5                           | 10,6                           | 6,7                            | 2,9                            | −1,5                           | 5,4                            |
| Precipitação (mm) | 51                             | 44                             | 58                             | 55                             | 80                             | 87                             | 107                            | 71                             | 76                             | 52                             | 52                             | 53                             | 786                            |
| Dias com chuva | 9                              | 8                              | 9                              | 8                              | 9                              | 9                              | 10                             | 8                              | 8                              | 8                              | 8                              | 9                              | 103                            |
| Umidade relativa (%) | 81                             | 79                             | 75                             | 69                             | 70                             | 70                             | 70                             | 69                             | 74                             | 78                             | 82                             | 81                             | 74,8                           |
| Insolação (h) | 3,4                            | 4,3                            | 5,7                            | 8,5                            | 9,9                            | 10,7                           | 11,0                           | 10,4                           | 7,4                            | 5,3                            | 3,9                            | 3,4                            | 83,9                           |
| Fonte: Climate-Data.org Dados: 1991−2021: temperatura mínima (°C), temperatura máxima (°C), precipitação (mm), umidade, dias chuvosos. Dados: 1999−2019: horas de sol |                                |                                |                                |                                |                                |                                |                                |                                |                                |                                |                                |                                |                                |

### Divisão administrativa

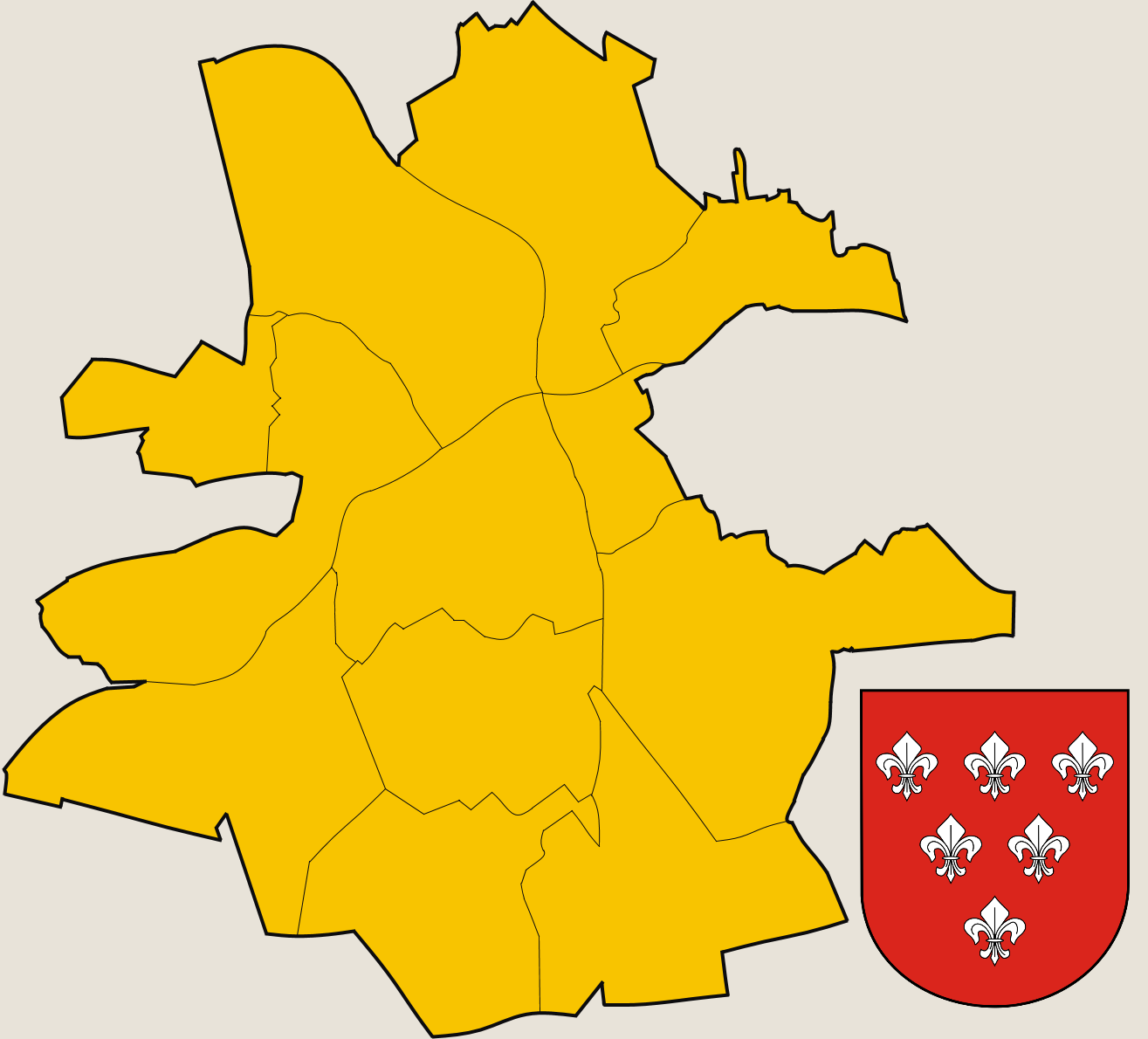
Divisão de Nysa em distritos

O conselho da comuna de Nysa não estabeleceu unidades auxiliares da comuna na cidade; os distritos são geralmente as vilas anexas a Nysa e os conjuntos habitacionais construídos no século XX. Conforme o Registro Oficial Nacional da Divisão Territorial do País, os distritos de Nysa são:
- Dolna Wieś
- Górna Wieś
- Karłów
- Radoszyn
- Rochów
- Średnia Wieś
- Śródmieście
- Zamłynie
- Zawodzie

Também existem conjuntos habitacionais na cidade:
- Gałczyńskiego
- Podzamcze (setores A, B e C)
- Południe
- Rodziewiczówny

## História

### Idade Média

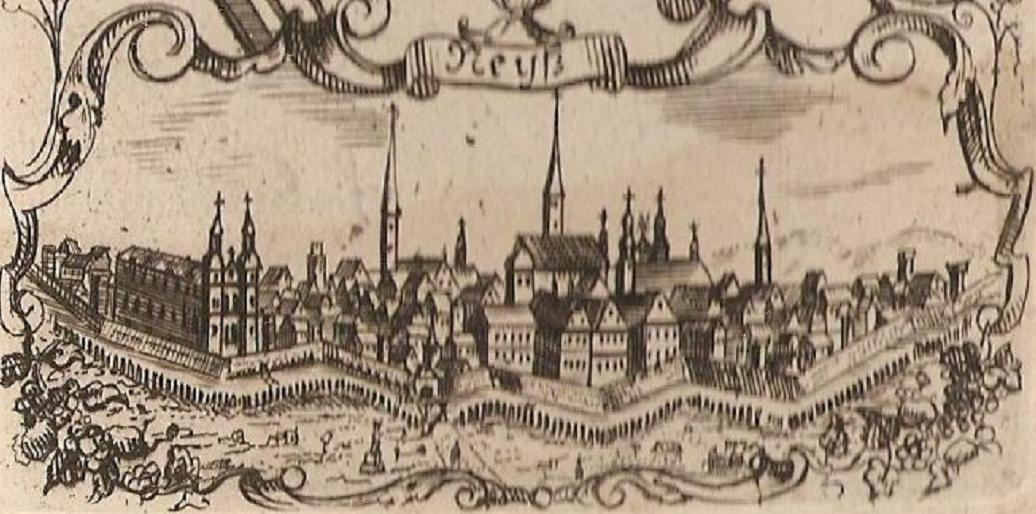
Panorama da cidade por volta de 1345

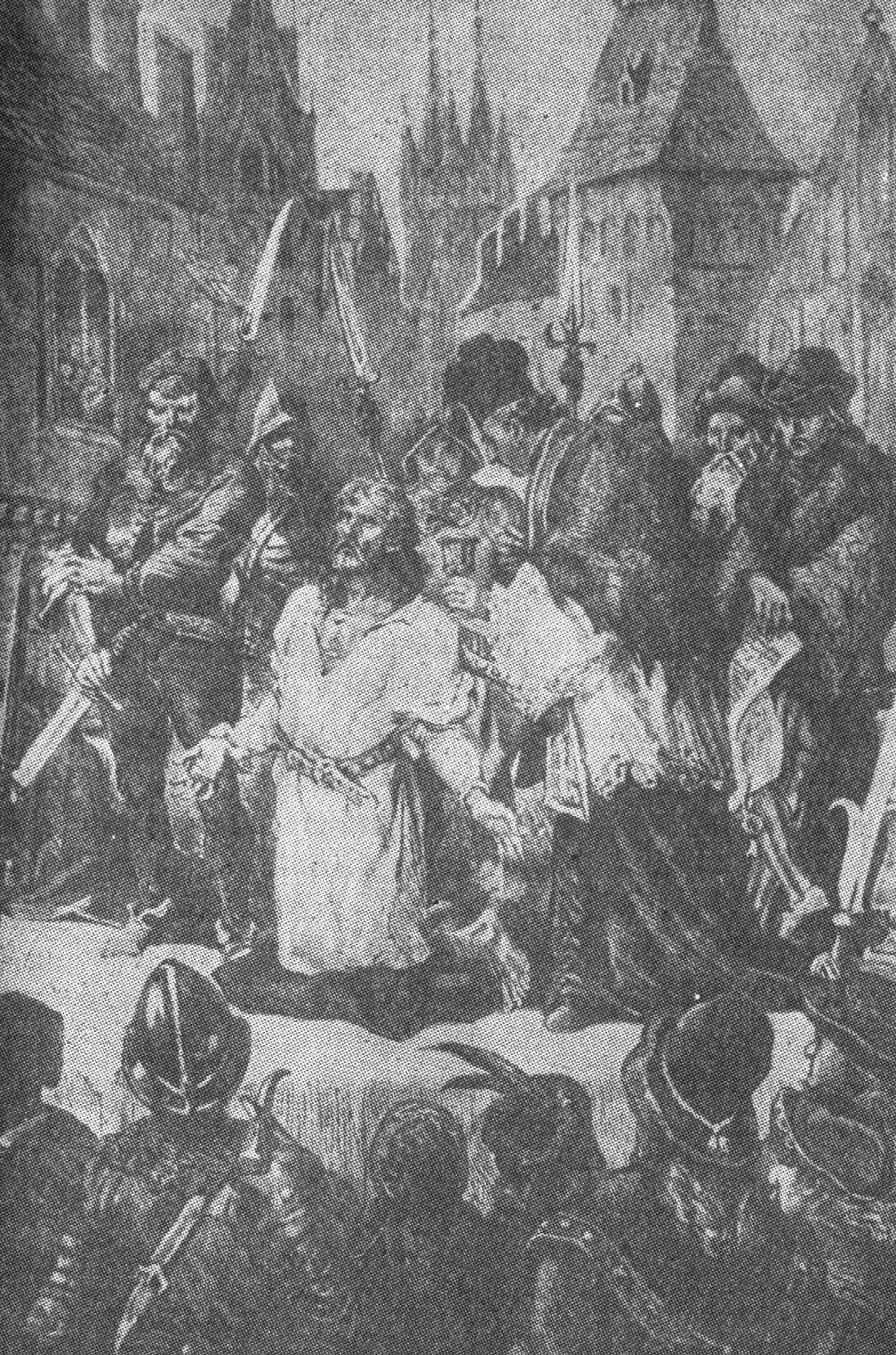
Cena da decapitação de Nicolau II de Niemodlin na praça principal em Nysa (1497)

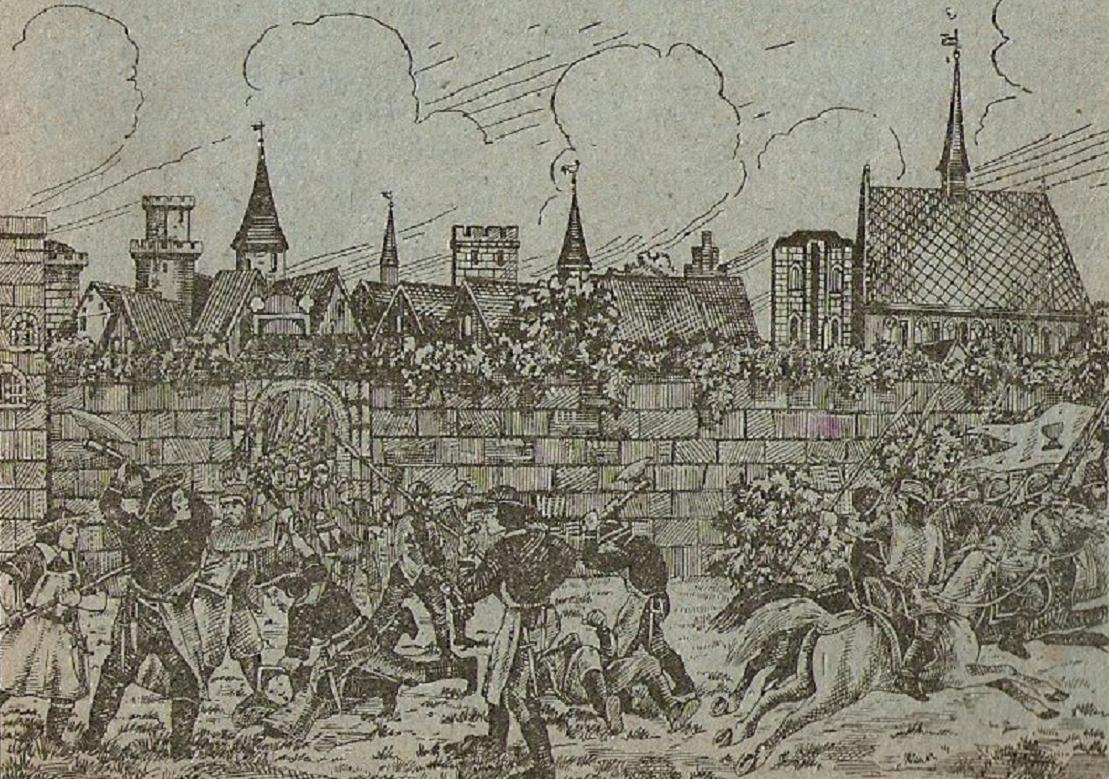
Os hussitas no Portão da Alfândega em Nysa (1428)

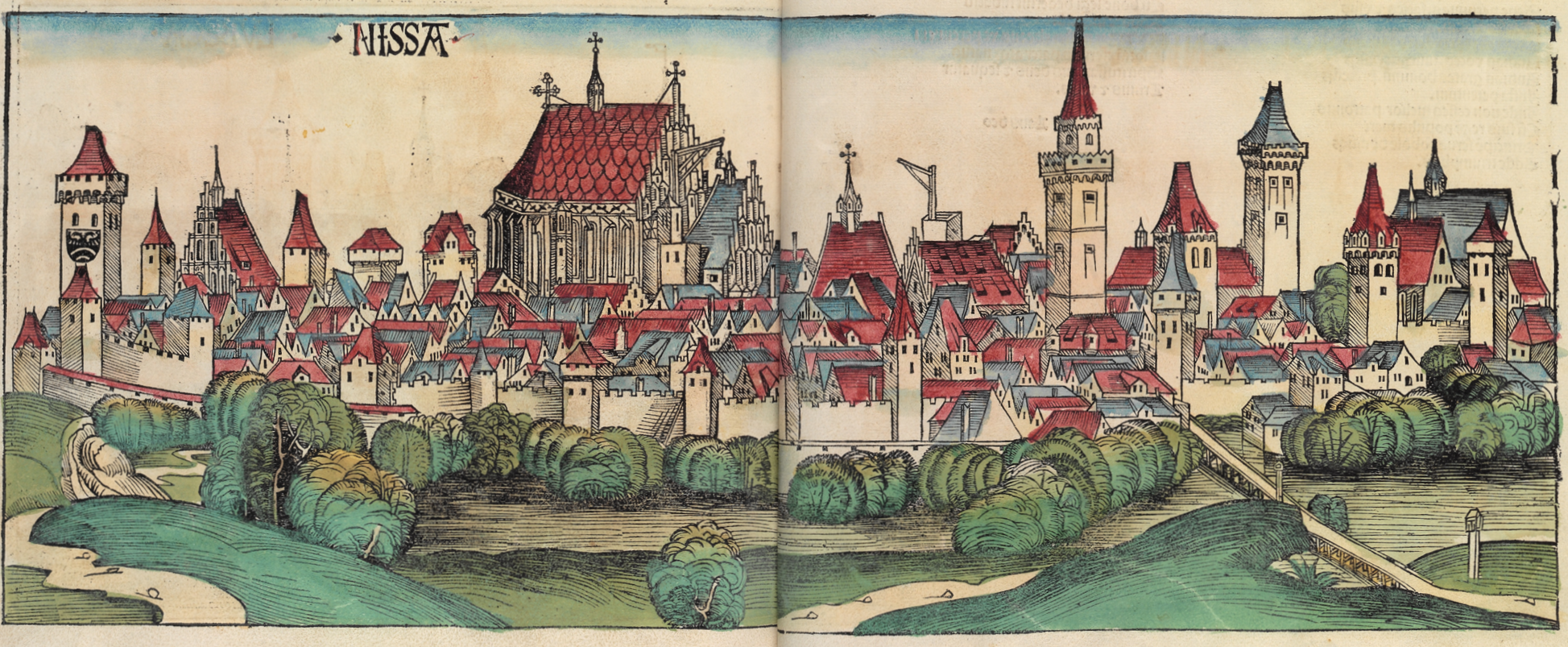
Panorama da cidade antes de 1493 (Hartmann Schedel, Crônica de Nuremberg)

Nysa é uma das cidades mais antigas da Silésia. Provavelmente existiu um assentamento aqui já no século X. De acordo com Jan Długosz, Nysa foi fundada por Bolesław Krzywousty. No entanto, não desempenhou um papel importante naquela época, porque o castelo de fronteira estava localizado próximo de Otmuchów. A situação mudou quando o príncipe Boleslau I, o Alto, ofereceu a seu filho Jaroslau o castelão de Otmuchów com as propriedades vizinhas. Jaroslau, que nos anos 1198–1201 foi o bispo de Breslávia, entregou Nysa e uma dúzia de aldeias a seus sucessores na cadeira do bispado em seu testamento. Com o tempo, nesta base, foi criado o ducado do bispo de Nysa-Otmuchów, que se expandiu gradualmente, e Nysa se tornou sua capital.
Em 1198, o bispo Jaroslau consagrou a igreja de Santiago e Santa Inês de Roma. Não se sabe se foi a primeira igreja de Nysa, pois fontes de 1240 mencionam a igreja de São João Batista na Cidade Velha, o santo padroeiro da diocese de Breslávia, que foi colocado no brasão mais antigo da cidade.
Nysa foi mencionada pela primeira vez em 1223, quando foi colocada sob a lei flamenga (em 1308 foi transferida para a lei de Magdeburgo). No início do século XIV, conforme os desejos de Henrique IV, o Justo, tornou-se a capital do Ducado de Nysa. O Ducado de Nysa fundado por ele até 1810 (secularização da propriedade da igreja pelo rei prussiano Frederico Guilherme III) cresceu em termos de território, população e lei, como tinha e constituiu seus próprios direitos, por exemplo, o direito de fazer cerveja ou a lei da milha (um privilégio comercial usado na Idade Média, segundo a qual, na área com um raio de uma milha ao redor da cidade, todos os mercados, barracas, armazéns deviam ser propriedade da cidade.)
Após a vitória sobre os cruzados em 1427, os hussitas atacaram a Silésia. O ataque foi uma retaliação pelo auxílio prestado pelos príncipes da Silésia aos cruzados que atacaram o Reino da Boêmia como parte da Quarta Cruzada. O ataque foi realizado durante uma grande ofensiva nas áreas (Áustria, Brandemburgo, Saxônia, Silésia) de onde o Reino da Boêmia foi atacado pelos cruzados. A batalha ocorreu em 18 de março de 1428 perto de Nysa. Naquele dia, as tropas hussitas estavam em frente à cidade, bloqueando o caminho para a capital do Ducado de Nysa pelas tropas reunidas pelo bispo Conrado de Oleśnica. O resultado da batalha foi resolvido após o primeiro confronto, durante o qual o exército da Silésia fugiu do campo de batalha. A vitória decidiu sobre o domínio hussita sobre grandes áreas da Silésia.
No entanto, isso não atrapalhou o desenvolvimento da cidade. No início do século XV, Nysa tornou-se uma das cidades mais populosas da Silésia. Naquela época, era habitada por cerca de 5 mil pessoas. Nysa é um conhecido centro educacional desde a Idade Média. Em 1417 foi fundada a escola paroquial, transformada nos séculos seguintes em ginásio.
A localização conveniente da cidade no cruzamento das rotas comerciais de Praga e Kłodzko para Opole e mais adiante para Cracóvia contribuiu para o desenvolvimento econômico da cidade. O comércio floresceu no principado, duas feiras foram organizadas nos dias de Santiago (25 de julho) e Santa Inês (21 de janeiro), que reunia mercadores da Áustria, Boêmia, Morávia e Hungria. O artesanato também estava em alta, incluindo trabalhos de tintureiros e ourives. Privilégios adicionais, como o direito de armazenar, a lei do tráfico obrigatório ou o direito de cunhar a própria moeda, aumentaram a fama e elevaram a posição da cidade.
Uma das evidências de que Nysa era um centro significativo é a Liber chronicarum publicada em Nuremberg em 1493, que coloca a cidade entre os centros urbanos importantes da Europa Central. Na descrição da população da cidade contida nesta crônica, lemos “plebs rustica polonici ydeomatis ...”. A segunda evidência é o brasão de Nysa no portão de entrada da Ponte Carlos em Praga, que está pendurado ao lado dos brasões das cidades tchecas mais proeminentes. É também um sinal da história da cidade, uma vez que Nysa, com o advento do século XIV, ficou sob o domínio da Casa de Luxemburgo tcheca e, depois, a partir de 1526 — dos Habsburgos. Os privilégios econômicos e legais subsequentes tornaram a cidade uma grande importadora de sal e vinho da Hungria e da Renânia. Em 1497, o penúltimo príncipe de Opole — Nicolau II foi decapitado na praça principal em Nysa.

### Séculos XVI a XX

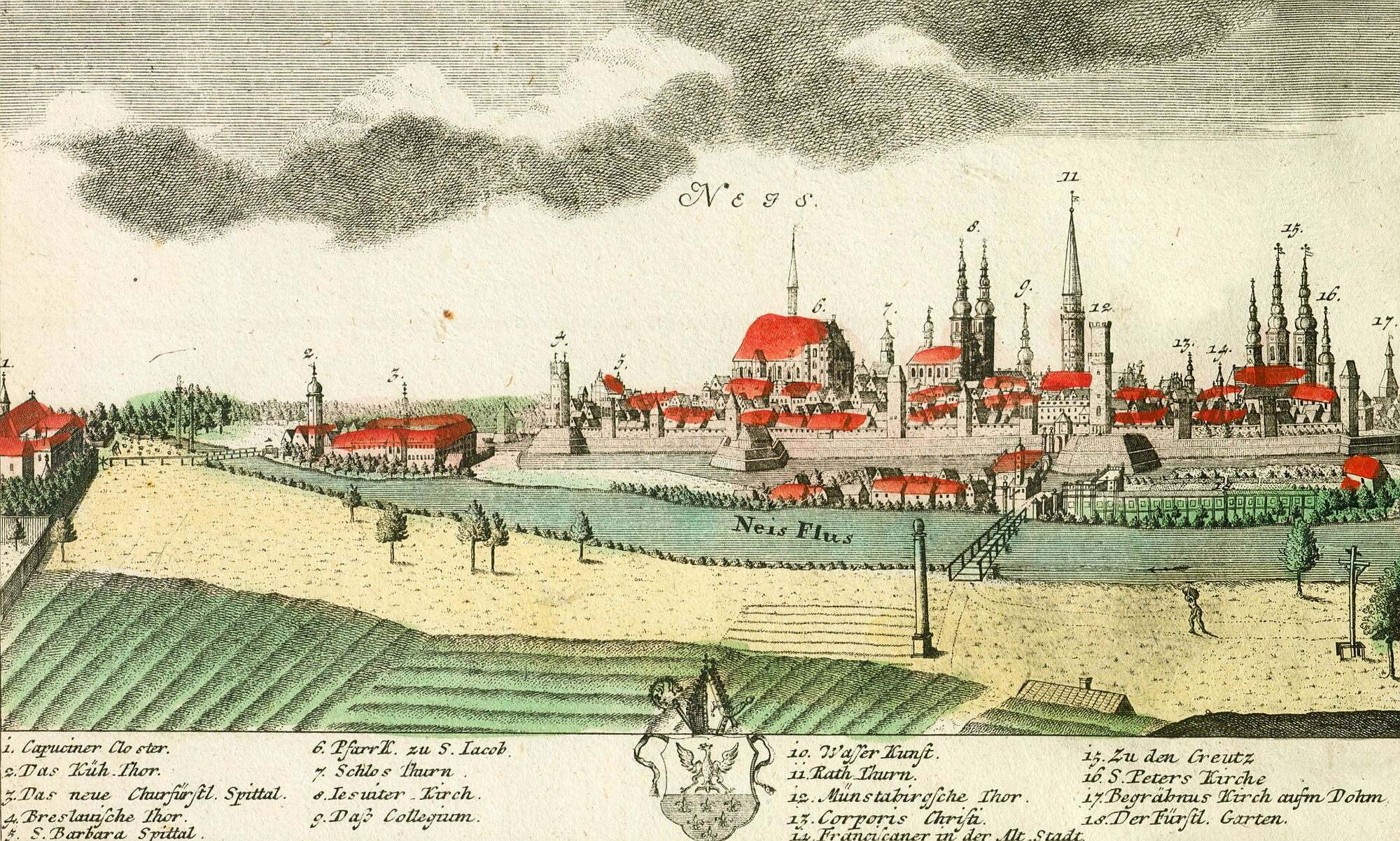
Vista da cidade em 1738

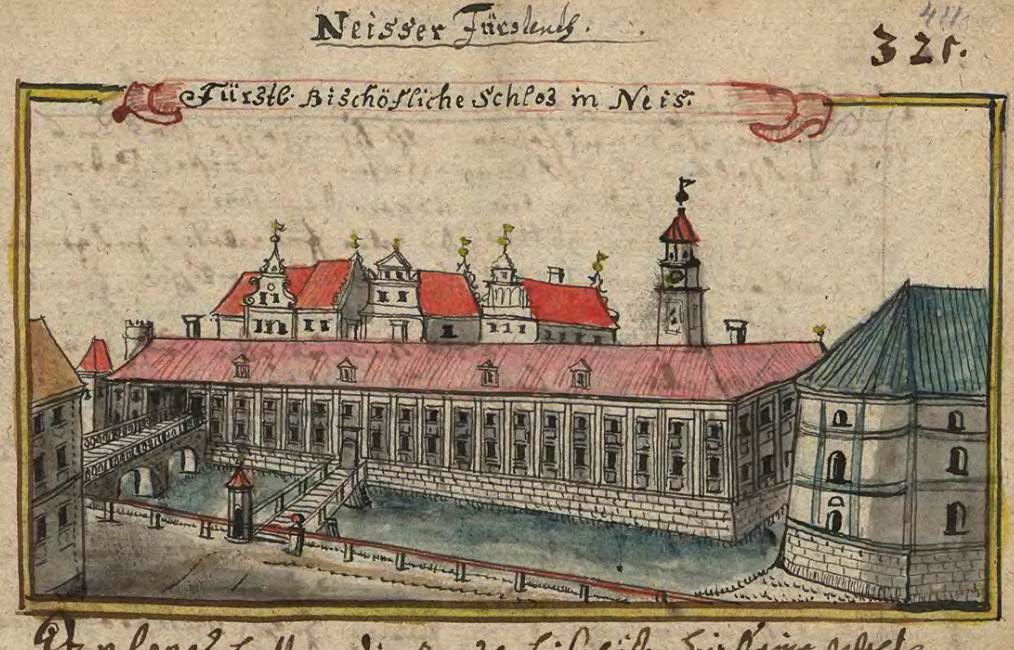
Residência do bispo na vizinhança, o antigo castelo dos bispos de Breslávia, agora o Museu em Nysa, desenho (F. B. Wernher - século XVIII)

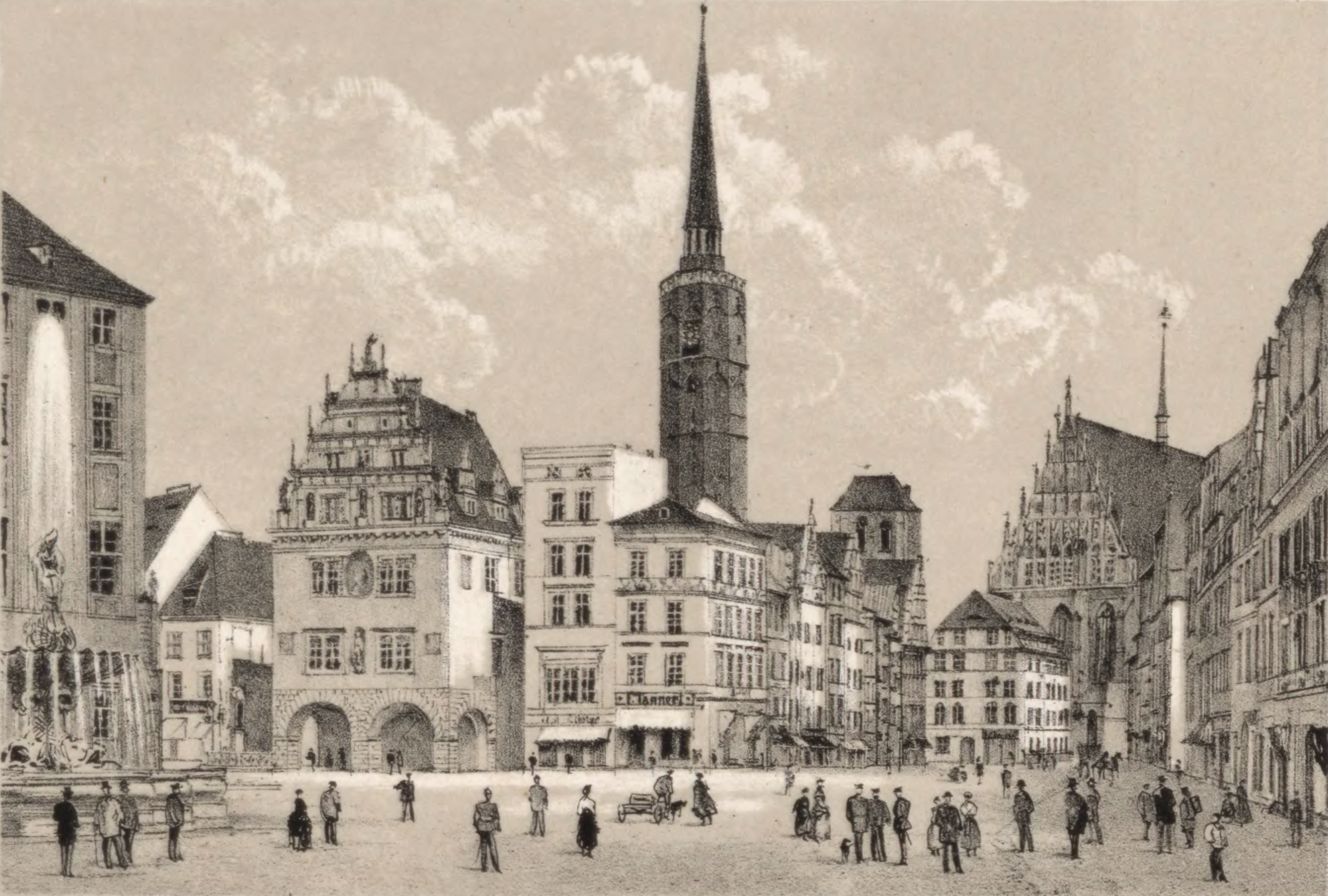
Praça principal (século XIX)

No século XVI, os bispos de Breslávia se mudaram para Nysa como sua residência principal. Esta decisão foi causada pelo forte desenvolvimento da Reforma Protestante na Baixa Silésia. Por iniciativa episcopal, Nysa recebeu numerosos privilégios. Começou o período de grande desenvolvimento econômico da cidade. Sob a influência da presença e atividade dos bispos, Nysa recebeu o título de Roma da Silésia, principalmente devido aos numerosos edifícios religiosos da cidade e à fonte Tritão de 1701, inspirada na Fontana del Tritone romana de 1612–1613, permanecendo na Praça Barberini — Piazza Barberini de Gian Lorenzo Bernini. Várias dezenas de anos antes de Breslávia, em 1624, a cidade recebeu o colégio jesuíta Carolinum. O futuro rei da Polônia, Michał Korybut Wiśniowiecki, graduou-se nele.
Nysa foi uma cidade defensiva desde o início de sua existência, as primeiras fortificações modernas em Nysa foram construídas em 1594 e ampliadas várias vezes. O período da Guerra dos Trinta Anos foi a época do declínio da cidade. A partir de 1741, Nysa estava sob o domínio da Prússia e tornou-se uma cidade-fortaleza, as fortificações existentes na margem direita do Nysa Kłodzka foram significativamente expandidas, ao mesmo tempo que a fortaleza de Nysa foi expandida com fortificações nas colinas à esquerda (margem norte) do rio. A área dentro dessas fortificações recebeu o estatuto de uma cidade chamada Friedrichstadt, hoje Radoszyn, previa-se que a cidade seria habitada por famílias de oficiais e habitantes de Nysa, cujos prédios foram usados para a construção das fortificações. Isso mudou completamente o caráter da cidade, mas funcionou bem durante a defesa da cidade contra o exército de Napoleão Bonaparte. A partir de julho de 1807, Nysa foi sitiada pelo exército de Napoleão. Após um mês de cerco, o general francês Dominique Vandamme capturou Nysa (que capitulou devido à falta de comida e munições). A cidade permaneceu sob ocupação francesa até 1808.
Em 1810, o governo prussiano secularizou a propriedade da igreja. Em Nysa, o poder dos bispos de Breslávia deixou de existir, perdurando ininterruptamente desde o século XIV, ao qual a cidade deve a sua grandeza e importância. As restrições relacionadas com a existência da fortaleza dificultaram o desenvolvimento de Nysa, no entanto, foram construídas instalações como uma ligação ferroviária (1848), teatro da cidade (1852), gasóleo e iluminação de ruas a gás (1860), água (1878), esgoto (1888) e eletricidade (1907).
No século XIX, a importância da fortaleza diminuiu, em 1810 Friedrichstadt (agora Radoszyn) foi incorporada a Nysa, na década de 1870, as muralhas internas foram demolidas, permitindo o desenvolvimento de Nysa para o sul e leste, em 1903 Nysa perdeu o estatuto de cidade-fortaleza, em 1910 as aldeias ao redor foram incorporadas à cidade: Zawodzie, Podzamcze, Średnia e Dolna Wieś, e em 1921 Górna Wieś.
Em 1876, a linha ferroviária foi trazida para o centro, ligando Nysa com Prudnik e Koźle.
Durante a Primeira Guerra Mundial, havia campos de prisioneiros de guerra em Nysa — entre eles, Charles de Gaulle, mais tarde general e presidente da França.
A partir de 1919, Nysa pertencia à recém-criada província da Alta Silésia. A província foi liquidada em 1938 e restabelecida em 18 de janeiro de 1941.

### Segunda Guerra Mundial

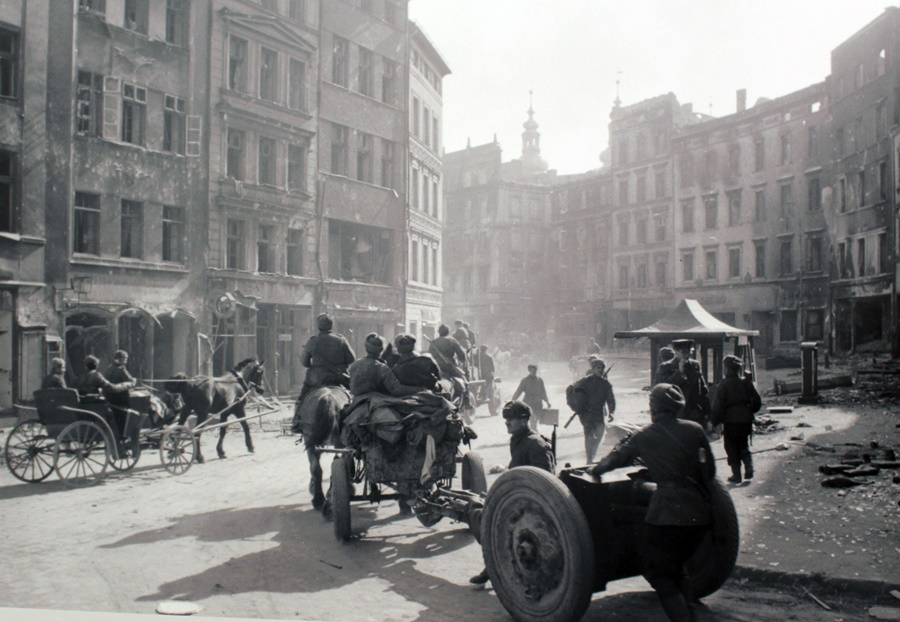
Exército Vermelho na praça principal em Nysa depois que a cidade foi tomada (1945)

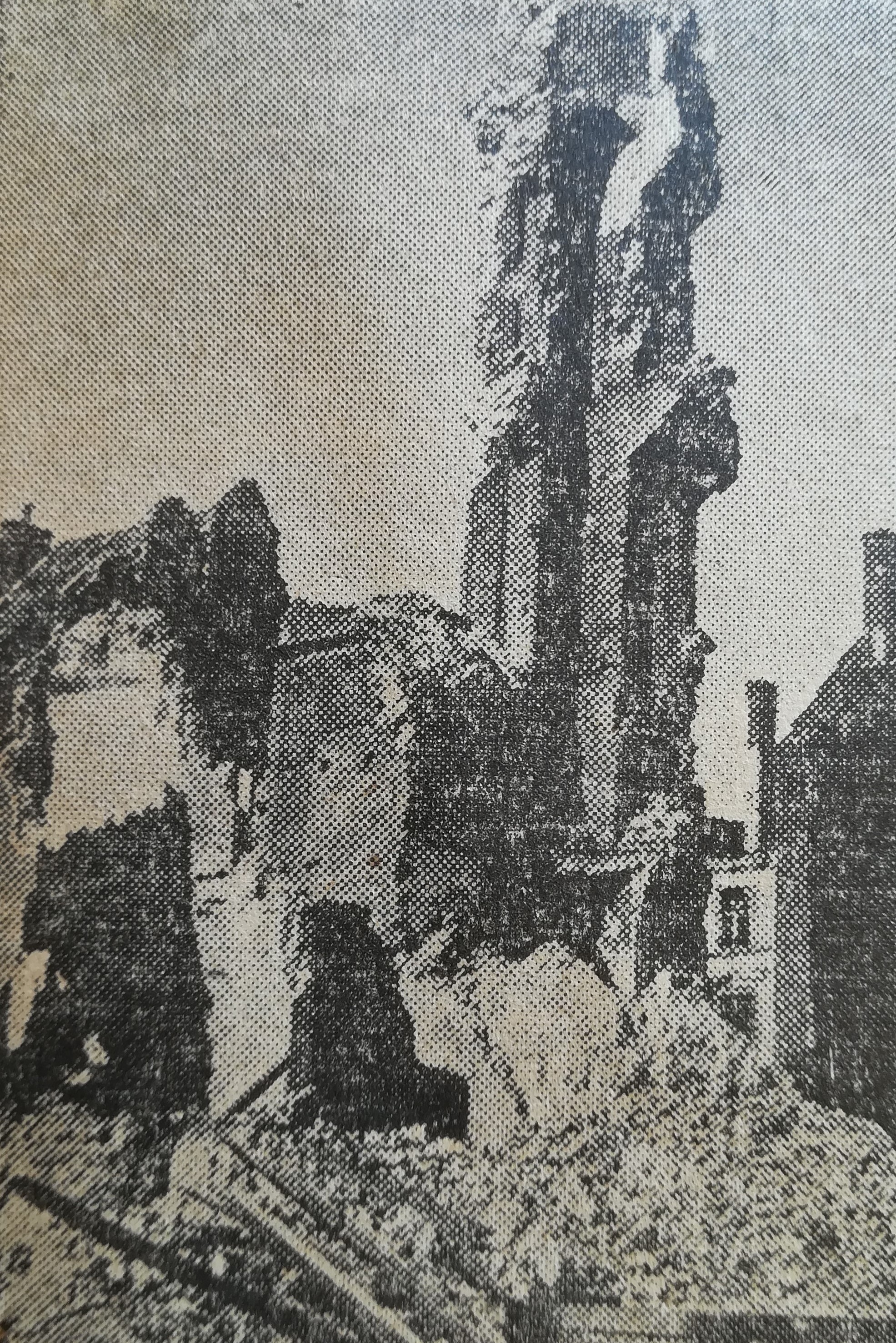
Torre da prefeitura destruída em Nysa após a guerra

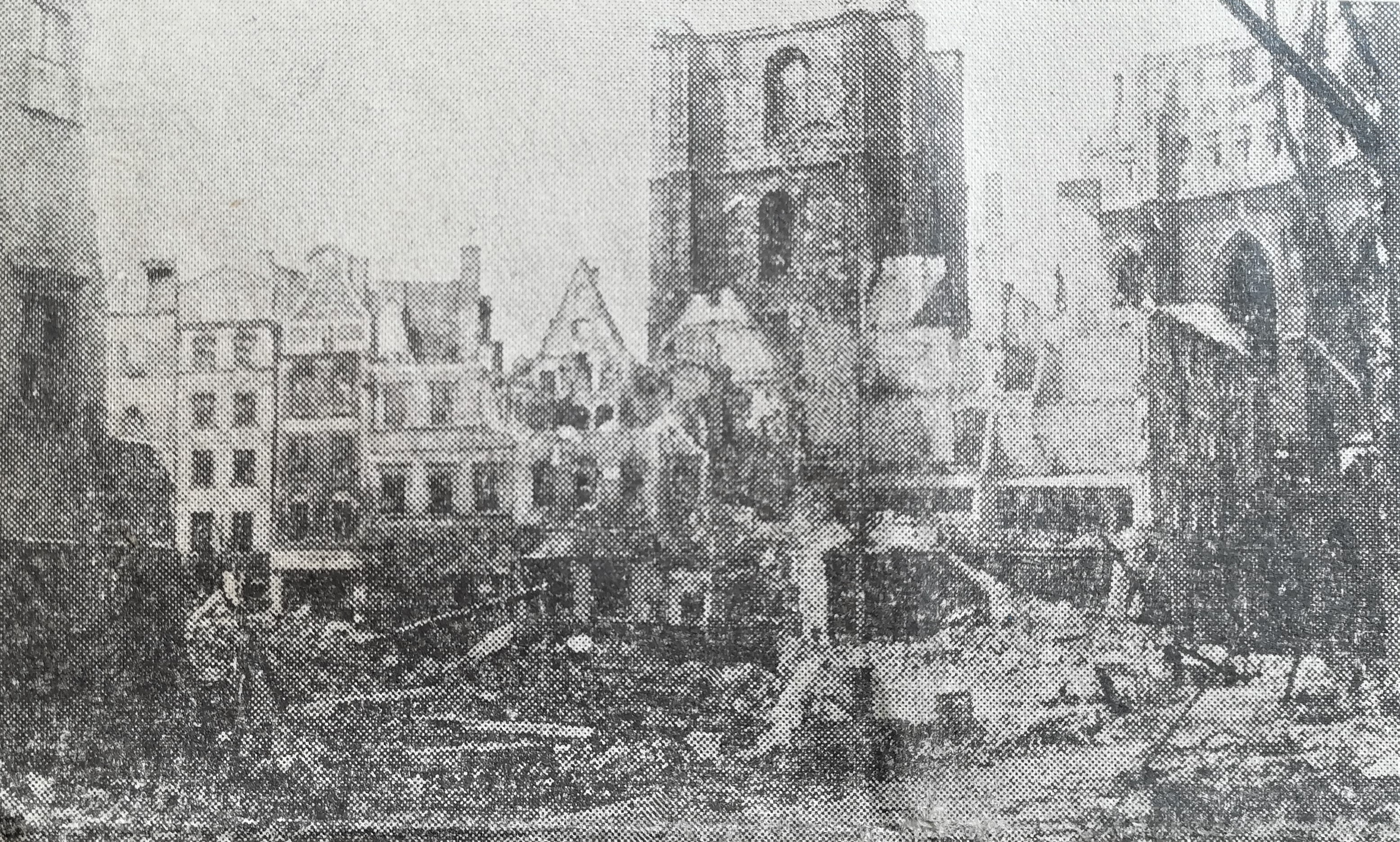
Praça principal de Nysa após a guerra

Em 1 de janeiro de 1944, AL Neiße ficou baseado na fábrica de construção de máquinas em Nysa — um subcampo do campo de concentração alemão em Groß-Rosen. Havia também três campos de trabalhos forçados e várias unidades de trabalho de prisioneiros de guerra do campo Stalag VIIIB/344 em Łambinowice.
A última vez que a cidade foi transformada em uma fortaleza foi em 1945. Antes que os soldados soviéticos entrassem na cidade, as autoridades alemãs liquidaram a Prisão do Tribunal Nacional de Nysa. Em 30 de janeiro de 1945, 50 presos detidos lá foram evacuados, e não se soube mais notícias deles. As vítimas dos alemães também eram trabalhadores forçados poloneses e russos, que foram punidos com a morte por comercializar ou armazenar alimentos, 5 casos assim documentados na própria Nysa. Na fase final da guerra, “para levantar o moral”, o comando alemão também puniu com a morte seus próprios soldados, sem o devido julgamento do caso em tribunal. Somente na primeira quinzena de março, 22 sentenças de morte foram executadas na própria Nysa.
O comando alemão atribuiu extrema importância à manutenção de Nysa. Era um dos principais nós de resistência na Opole silesiana. As linhas de transporte que conectavam o Grupo de Exércitos Centro com o Grupo de Exércitos Sul que lutavam nos Bálcãs cruzavam o rio Nysa. O comando da fortaleza “Nysa” estava particularmente com medo de um ataque do Exército Vermelho vindo da direção de Prudnik. A fim de fortalecer as uniões táticas do 17.º Exército que ali defendia, incluindo a 20.ª Divisão de Granadeiros Waffen SS (1.ª Letã), uma unidade de barreira sob o comando do coronel Capelli foi introduzida nas batalhas ao norte do sopé dos Sudetos até a linha do rio Biała Głuchołaska. Sua espinha dorsal era composta principalmente pelo batalhão de reconhecimento da 1.ª Divisão Blindada e de Paraquedismo Hermann Göring. As forças adicionais eram posicionadas ao longo da estrada: Nysa — Hajduki Nyskie — Stary Las — Charbielin — Czapka — uma colina a leste de Głuchołazy. Durante as lutas que se seguiram, eles conseguiram destruir 12 tanques soviéticos na área de Wierzbiec.
O pior pogrom da cidade ocorreu em março de 1945. Nysa foi capturada pelo Exército Vermelho em 24 de março. Os combates pela cidade entre o Exército Vermelho e o exército alemão duraram até 23 de março, destruindo cerca de 1 450 edifícios. Soldados do Exército Vermelho assassinaram 27 freiras alemãs (principalmente freiras elisabetanas) que foram deixadas para cuidar dos doentes e feridos nos hospitais de Nysa. Cento e cinquenta freiras foram insultadas, algumas delas estupradas e outras deportadas para trabalhar na União Soviética. Muitos edifícios foram destruídos, inclusive a Casa da Balança da Cidade (reconstruída após a guerra) e a torre gótica da Câmara Municipal com 94 metros de altura, a estrutura mais alta da cidade até hoje (reconstruída juntamente com as casas em 2009). No total, mais de 50% dos edifícios da cidade foram destruídos.
Após a expulsão das tropas alemãs, a cidade foi tomada pelo Comando Militar Soviético, conforme a lei internacional da Quarta Convenção de Haia, de 18 de outubro de 1907, que transferiu a autoridade para a administração polonesa. Naquela época, alguns dos repatriados poloneses das Terras Fronteiriças Orientais e colonos da Polônia central se estabeleceram em Nysa e seus arredores. A população alemã foi deslocada para o oeste.

### Polônia do Povo

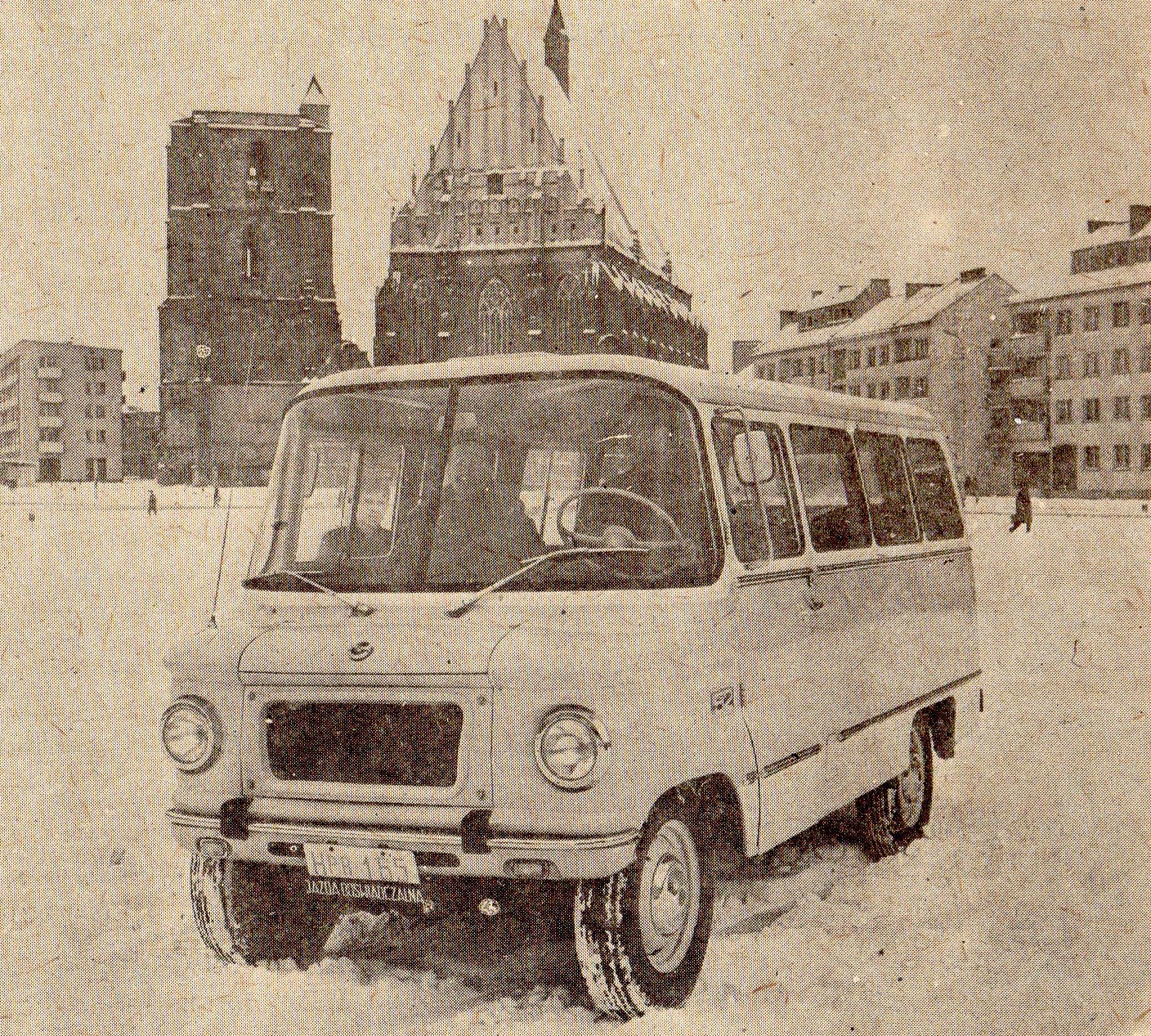
Carro ZSD Nysa em Nysa (1981)

Depois que a cidade foi conquistada, os edifícios mais valiosos foram parcialmente reconstruídos e protegidos. Essa política mudou na primeira metade da década de 1950, quando o Departamento Municipal de Demolição e Ordem ordenou a demolição da maioria das ruínas da Cidade Velha a fim de fornecer tijolos para a reconstrução de Varsóvia (somente em 1954, Varsóvia definiu uma cota de 12 milhões de tijolos de demolição para Nysa). A partir da década de 1960, a cidade foi reconstruída e expandida, indústrias foram instaladas, incluindo a Zakład Samochodów Dostawczych Nysa (produzindo veículos comerciais ligeiros ZSD Nysa até a década de 1990). Em 1986, fundiu-se com a FSO Varsóvia e mudou seu nome para FSO Zakład Samochodniczych. As indústrias alimentícias e de metal (Zakład Urządzeń Przemysłowych) se desenvolveram. Foram construídos novos conjuntos habitacionais, edifícios de utilidade pública e um lago de barragem no rio Nysa Kłodzka. Em 1974, no 30.º aniversário da República Popular da Polônia, em reconhecimento da sua contribuição para a construção socialista, a cidade foi premiada com a Ordem da Polônia Restituta, 1.ª classe.
Com base no decreto do Comitê Polonês de Libertação Nacional (PKWN) de 31 de agosto de 1944, foram criados locais de isolamento, prisões e centros de trabalho forçado para “criminosos nazistas e traidores da nação polonesa”. Silesianos e alemães, bem como ex-membros da SS, foram mantidos lá. O acampamento provavelmente também incluía soldados do Exército de Anders retornando à Polônia, que se juntaram a ele após a deserção da Wehrmacht, à qual haviam sido incorporados anteriormente como parte da Volksliste, e soldados da resistência da independência na clandestinidade. Dois campos de trabalho n.º 144 e 145 foram criados pelo Ministério da Segurança Pública em Nysa.

### Terceira República
Após as primeiras eleições para o governo local na Polônia, depois de sua restauração em 1990, Jacek Suski tornou-se o prefeito da cidade.
Como parte da reforma administrativa na Polônia em 1999, Nysa tornou-se novamente a sede do condado de Nysa.

## Demografia
Nysa está subordinada à Agência de Estatística em Opole, filial em Prudnik.
Conforme os dados do Escritório Central de Estatística da Polônia (GUS) de 31 de dezembro de 2024, Nysa é uma cidade pequena com uma população de 40 417 habitantes (3.º lugar na voivodia de Opole e 106.º na Polônia), tem uma área de 27,5 km² (7.º lugar na voivodia de Opole e 208.º lugar na Polônia) e uma densidade populacional de 1 469 hab./km² (5.º lugar na voivodia de Opole e 134.º lugar na Polônia). Nos anos 2002-2024, o número de habitantes diminuiu 16,1%.
Os habitantes de Nysa constituem cerca de 31,73% da população do condado de Nysa, constituindo 4,33% da população da voivodia de Opole.
| Descrição                         | Total      | Total    | Mulheres   | Mulheres | Homens     | Homens   |
| --------------------------------- | ---------- | -------- | ---------- | -------- | ---------- | -------- |
| unidade                           | habitantes | %        | habitantes | %        | habitantes | %        |
| população                         | 40 417     | 100      | 21 453     | 53,1     | 18 964     | 46,9     |
| superfície                        | 27,5 km²   | 27,5 km² | 27,5 km²   | 27,5 km² | 27,5 km²   | 27,5 km² |
| densidade populacional (hab./km²) | 1 469      | 1 469    | 780        | 780      | 689        | 689      |

## Monumentos históricos

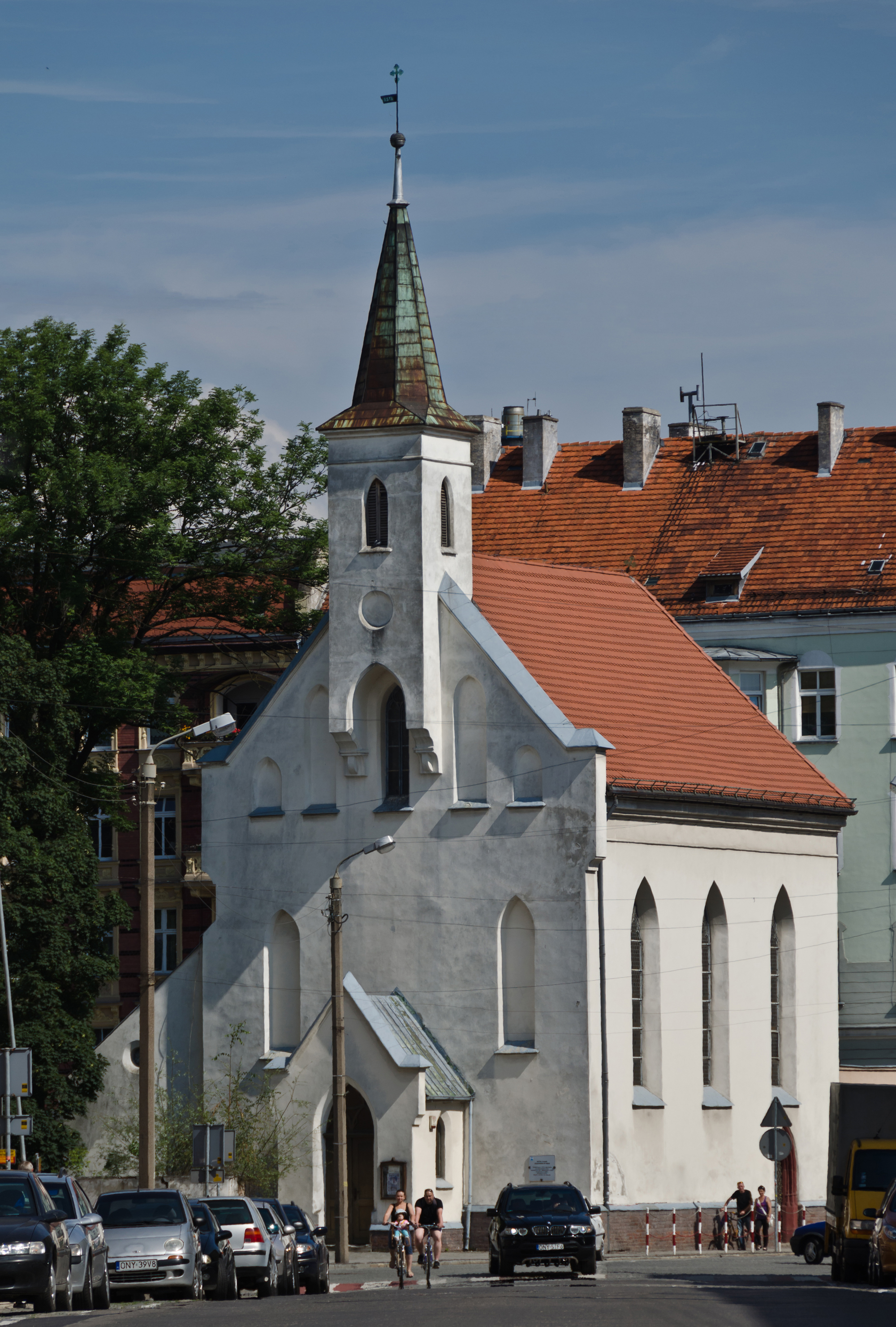
Igreja da Anunciação da Bem-Aventurada Virgem Maria

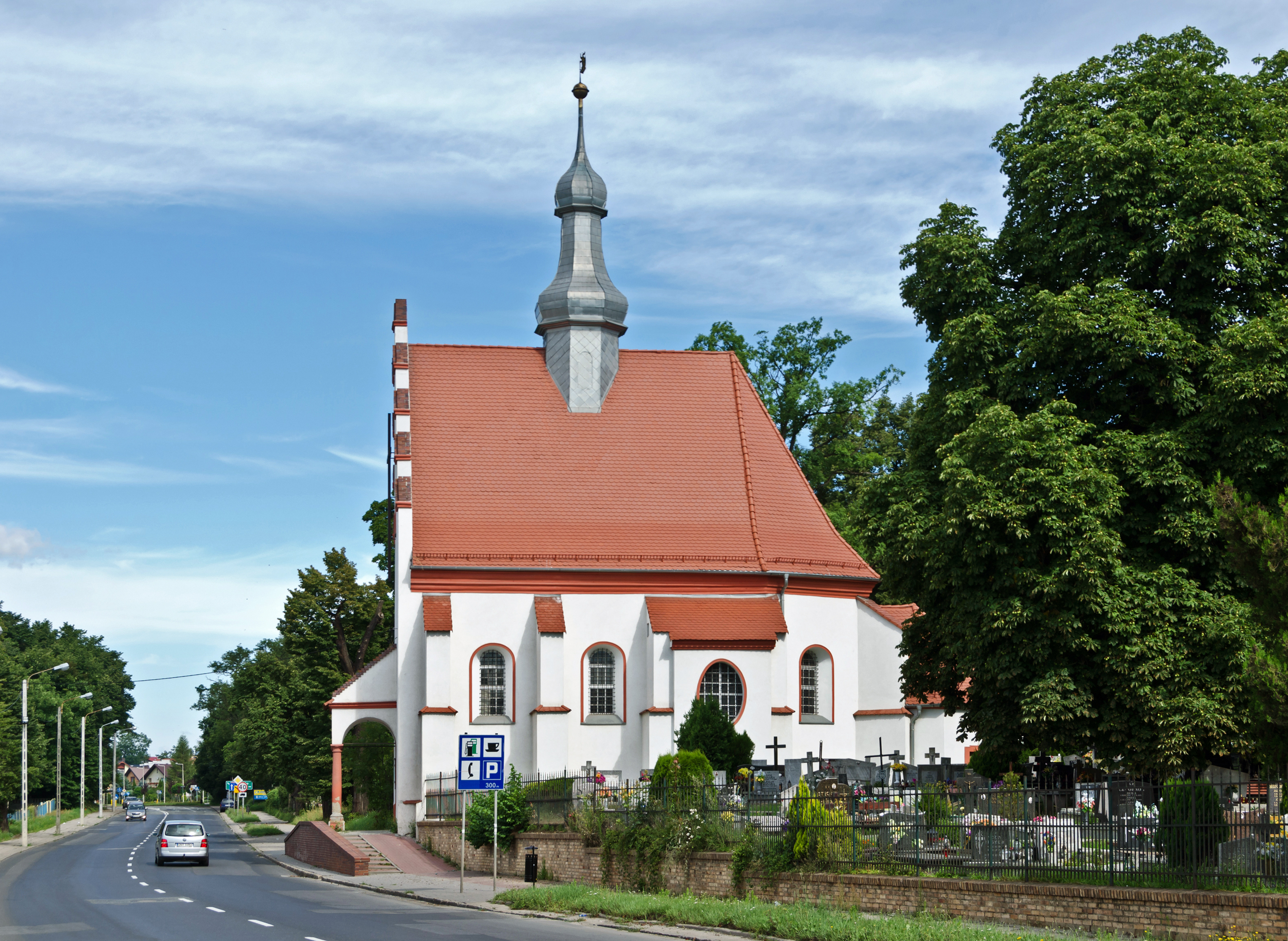
Cemitério da igreja da Santa Cruz de Jerusalém

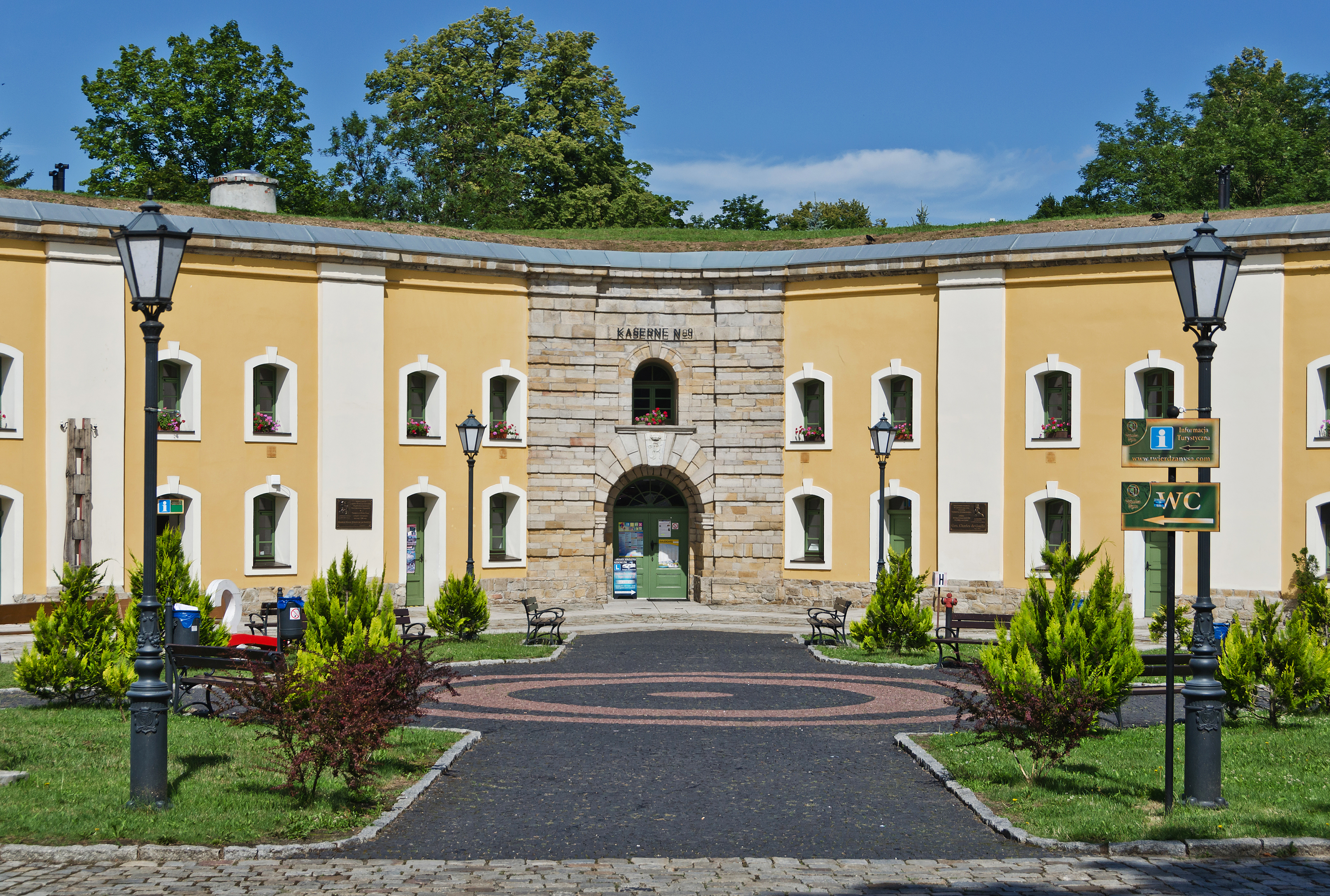
Baluarte de Santa Edviges da Silésia

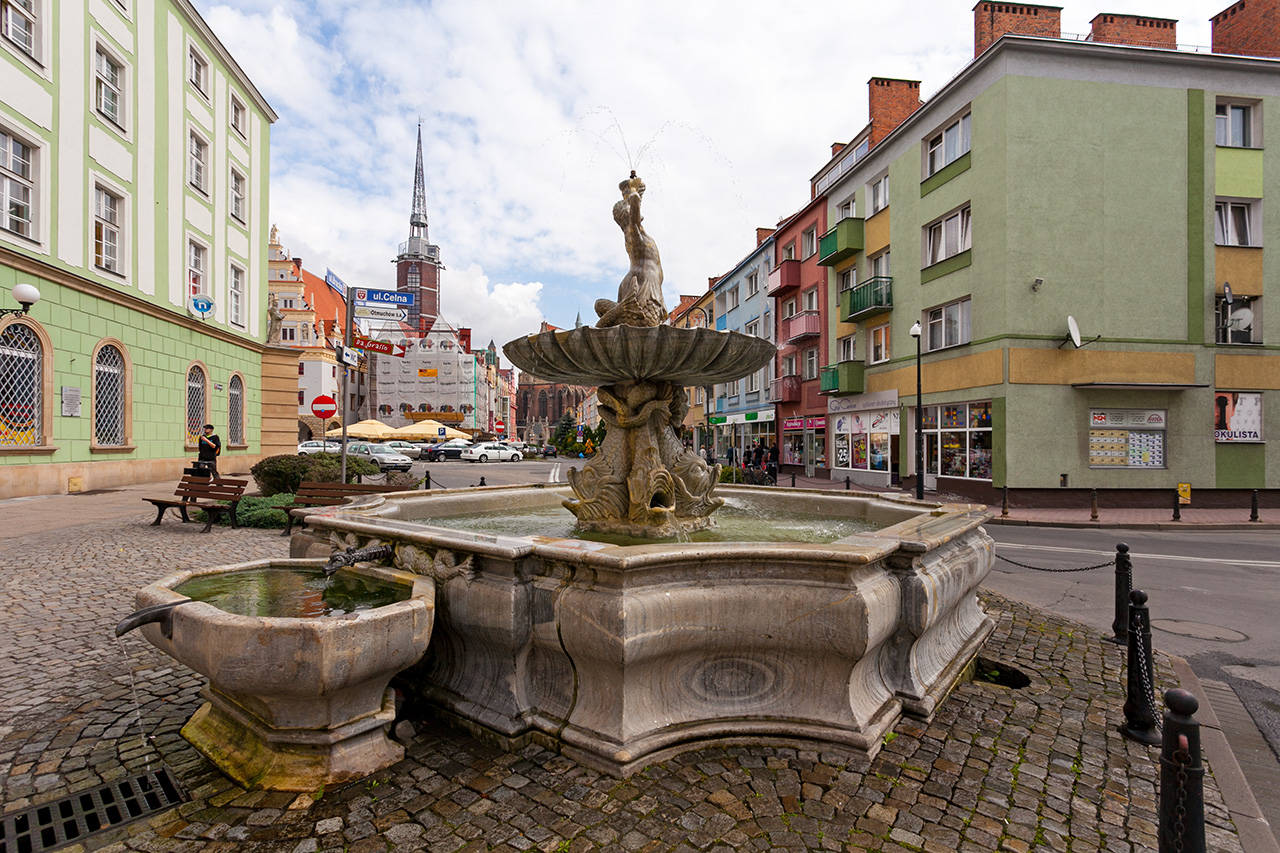
Fonte de Tritão de 1701

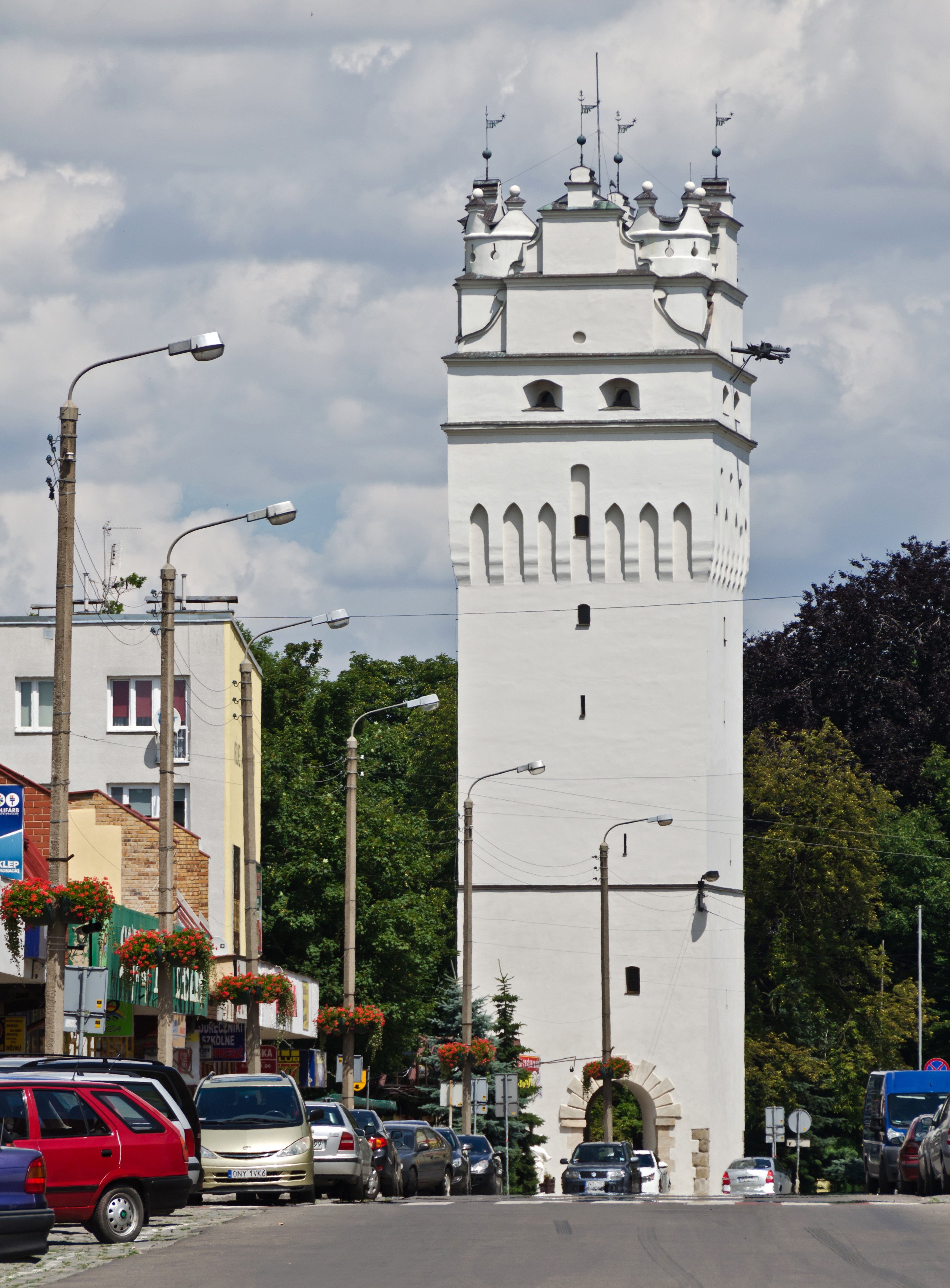
Torre de Breslávia

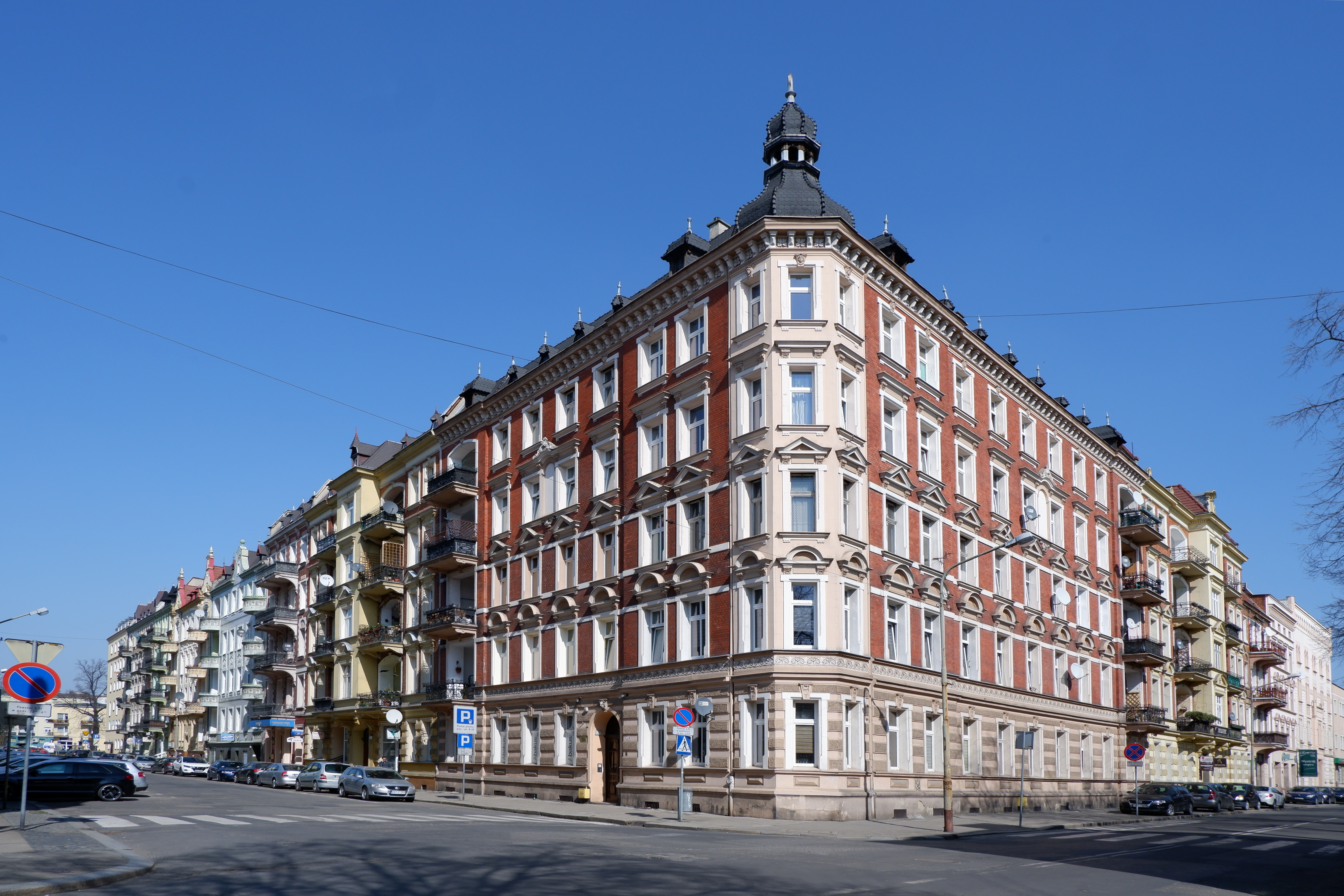
Prédio residencial da virada dos séculos XIX e XX nas ruas Mariacka e Zjednoczenia

Apesar dos muitos danos causados pela guerra (mais de 50% dos edifícios da cidade) e da demolição de 103 edifícios históricos e uma igreja no centro da cidade pouco depois da guerra pelas autoridades polonesas da cidade, Nysa tem muitos edifícios históricos.
Estão inscritos no registro provincial de monumentos:
- Cidade velha
- Igreja paroquial de Santiago e Santa Inês, praça Katedralny, dos séculos XV a XIX, a partir de 1945, com três naves e nove vãos, em pedra e tijolo. Ao longo do corpo principal existem 16 capelas góticas e duas capelas barrocas do século XV, possui uma das coberturas mais inclinadas da Europa, com uma área de 4 mil m².
- Campanário de 1474 — século XV a 1960, a sua construção nunca foi concluída, visto que se pretendia ser mais de três vezes mais alto, o terreno onde se encontra não o permite. Em 3 de abril de 2005 foi inaugurada uma galeria de exposição de obras de arte sacra chamada o “Tesouro de Santiago”, no interior do campanário, ao lado da igreja
- Complexo de igreja paroquial de São João Batista, rua Księdza Ściegiennego: igreja de São João Batista, barroco tardio de 1770, 1900; presbitério de 1770, século XIX; escola paroquial de 1827
- Igreja da Anunciação da Bem-Aventurada Virgem Maria a partir da metade do século XIV, 1885, originalmente gótico, reconstruído várias vezes, rua Celna 2
- Cemitério da igreja da Santa Cruz de Jerusalém de 1633, rua Mieczysław I
- Cemitério da igreja de São Roque, final do Renascimento, 1637, comemorando a salvação da cidade do extermínio causado por uma epidemia, rua Wojska Polskiego
- Igreja franciscana de Santa Bárbara, atual igreja evangélica, de 1428, século XVIII, 1810, construída em estilo gótico, com elementos renascentistas e barrocos, rua Rynek Garncarski
- Complexo do mosteiro do Santo Sepulcro, rua Bracka: igreja de São Pedro e São Paulo de 1719 a 1727 com um interior barroco bem preservado e belos policromos; mosteiro de 1708–1713, atualmente Casa de Formação Diocesana
- Complexo de mosteiro pós-dominicano, rua Głowackiego/Ujejskiego 12: igreja de São Domingos, barroco de 1743–1788, do livro de registro; mosteiro, hoje escola do século XVIII
- Complexo do mosteiro franciscano, rua Wojska Polskiego 31 de 1902–1911: a igreja de Santa Isabel, neo-românica; mosteiro, faculdade, padaria, carpintaria, açougue, academia
- Complexo do mosteiro jesuíta, praça Solny: igreja da Assunção da Bem-Aventurada Virgem Maria, um magnífico templo barroco de 1688–1692, 1820, extraído do livro de registro; Colégio Carolinum — o antigo complexo do colégio jesuíta “Carolinum” de 1669–1686, um excelente exemplo do estilo barroco; escola secundária de 1722–1725, portão de 1725
- Complexo do mosteiro Pokapuchin, rua Bramy Grodzka 5 (antiga Grodzka), dos séculos XVII a XIX: a igreja de São Francisco de Assis de 1660, construída em um estilo arquitetônico único conhecido como Barroco Toscano; mosteiro, hoje casa de padres aposentados, da metade do século XVII, século XVIII/ século XIX
- Igreja de Nossa Senhora das Dores, em tijolo, neogótica, faz parte do complexo escolar e mosteiro dos Missionários do Verbo Divino, hoje é igreja paroquial, rua Rodziewiczówny 3, de 1907
- Convento das freiras elisabetanas, rua Słowiańska 25/27, do final do século XIX
- Parques urbanos da metade do século XIX
- Parque municipal, da metade do século XIX, após 1920 lindamente situado, possui muitos lugares interessantes, rica flora e fauna
- Muralhas defensivas, dos séculos XIV a XVI, extraído do livro de registro: torre; torre do Portão de Breslávia do século XIV, século XVI/XVII, rua Wrocławska, com um portal ricamente decorado de 1603, inscrito no livro de registro; Torre Ziębice de 1350, século XVI, rua Bolesław Krzywousty, a torre está aberta aos visitantes e é um ponto de observação
- Complexo — um sistema de fortificações prussianas modernas da Fortaleza de Nysa: Baluarte de Santa Edviges da Silésia de 1643, anos 1742–1776, rua Piastowska; o Reduto dos Capuchinhos de 1741–1758, rua Szlak Chrobrego 8; forte II “Regulicki” de 1865–1873; forte “Prusy” de 1743, 1771, século XIX; forte Wodny (Blokhauz) de 1741, 1878–1880, rua Powstańców Śląskich, no parque da cidade, um dos maiores sistemas de fortes e fortalezas da Europa
- Casa da Escala Municipal, de 1604, século XIX, 1947–1948, com fragmentos de pinturas de fachada originais, rua Sukiennicza 2
- Casas, rua Armii Krajowej 19, 21, de 1905 — início do século XX
- Palácio dos Bispos de Breslávia, rua Biskupa Jarosław, de 1608–1627, 1729, 1962, há dois relógios de sol no pátio — atualmente é o Museu Distrital com coleções sobre a história da cidade e a arte europeia
- Casas, rua Bracka 2, 4, 6, 8, 10, 12, 14, 16, do século XVI/XVII, século XVIII, 1956
- Kanonia, rua Kądziołki 9, do século XVI, século XVIII/XIX
- Casas, rua Celna 2, 4, 6, 16, 17, 18, 19, 20, século XVIII, século XIX, 1956
- Casa, rua Górna 10
- Casa do comandante, rua Grodzka, do século XVII, após 1970, hoje Centro Artístico do Estado
- Casas, rua Grodzka 3, 5, do século XVIII, século XIX, 1965
- Orfanato, atualmente Convento das Irmãs Felicianas, praça K Cathedralny 8, de 1513, século XVII, século XIX
- Casa, rua Kilińskiego 1a
- Casas, rua Kramarska 12 (d. 22), 14 (d. 24), do século XVI, século XVIII, após 1963
- Complexo do antigo tribunal do bispo, rua Lompy, dos séculos XVII e XIX, após 1950: corte episcopal — edifício principal com a “Sala de Recepção” de 1615, finais do século XVII, século XIX; anexo do século XIX; casa residencial, atualmente administração do século XIX; ruína de um moinho do século XIV/XV, século XIX, vestígios da antiga residência dos bispos de Breslávia
- Casa, rua Marcinkowskiego 1, da metade do século XIX
- Casas, praça principal, casas históricas: 22, 23, 24, 25, 26; 56, 57, 58, 59, 60, século XVI/XVII, século XVIII, século XIX, século XX
- Colégio Santa Ana, praça Solny, de 1614, século XIX, depois de 1945
- Mansão, rua Szlak Chrobry 33, do século XIX/ século XX
- Casa, rua Wałowa 3/5 da metade do século XIX, 1958
- Casa, rua Wojska Polskiego 62, do início do século XX
- Casa de malte com câmaras de secagem, rua Słowiańska 18, de 1898.

Outros monumentos:
- Igreja da Bem-aventurada Virgem Maria Auxiliadora, uma igreja de peregrinação neogótica com uma pintura considerada milagrosa e famosa por suas graças
- Poço Studnia — de 1686, com uma grade forjada à mão
- Fonte de Tritão, barroca, inspirada na Fontana del Tritone romana
- Sinagoga
- Cemitério judeu
- Complexo de casas burguesas, reconstruídas a partir dos estragos da guerra, que representam os antigos edifícios de Nysa.

## Economia

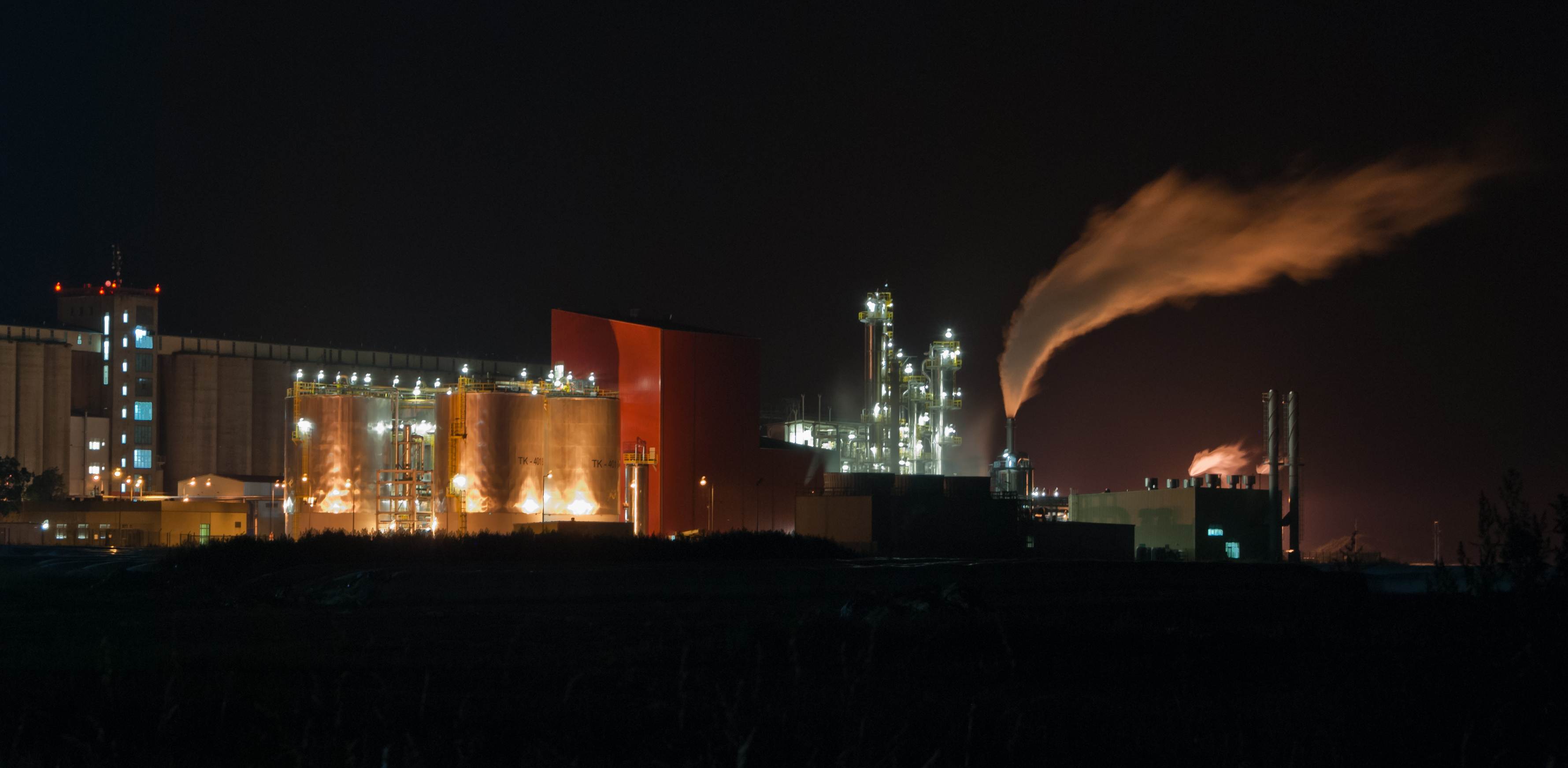
Fábrica “Bioagra”

Como resultado das atividades da comuna, em 2010 foi adotado o “Estudo das condições e direções de desenvolvimento espacial da Comuna de Nysa”, cobrindo a área de toda a comuna, dando a possibilidade de uma visão econômica e turística mais pensada e desenvolvimento residencial da cidade.
Em 2019, a taxa de desemprego em Nysa era de 6,4%. O salário bruto mensal médio em Nysa era de 3 845,95 PLN.
24,7% dos habitantes economicamente ativos de Nysa trabalham no setor agrícola (agricultura, silvicultura, pesca e mineração), 26,6% no setor industrial (indústria de processamento e construção) e 16,6% no setor de serviços (comércio, reparação de veículos, transportes, hotelaria e gastronomia, informação e comunicação) e 1,9% trabalham no setor financeiro (atividades financeiras e de seguros, serviços imobiliários).

### Empreendimentos
Nysa foi um importante centro industrial e econômico na voivodia de Opole. Havia uma indústria metalúrgica na cidade, máquinas, alimentos e construção. Até 2003, o Departamento de veículo comercial ligeiro da FSO operava na cidade. Produziu vans, entre outros, o ZSD Nysa, FSO Polonez Truck e também montaram Citroën C15 e Citroën Berlingo. A fábrica foi adquirida pela Prefeitura de Nysa, a maioria de seus edifícios demolida e aguarda investidores.
As fábricas maiores que existiam em Nysa são: Zakład Urządzeń Przemysłowych SA (2004), que produz equipamentos para as indústrias química, energética, açucareira e de proteção ambiental, e Garbarska Spółdzielnia Pracy “Asko” (2008), que foi uma das as fábricas de curtimento mais modernas da Polônia.
Em Nysa, na rua Dubois e Karpacka, existe também uma subzona da Zona Econômica Especial de Wałbrzych com uma área de 12 hectares. A decisão de investir na Zona foi tomada por três empresas: Advantech Polska (Itália), All Windows (antiga Alsecco) (Polônia) e Vasco Doors (Polônia). Os seguintes setores dominam na cidade: agroalimentar (Spółdzielnia Pracy Cukry Nyskie, Grupa Otmuchów — anteriormente ZPC Otmuchów, Intersnack Polonia — os chamados Chio e Bioagra Goświnowice) e metal (Mega Nysa, Famet, Cafrex, Franz Waggonbau). Na área de 156 hectares (em última análise 255 hectares) entre as cidades de Radzikowice — Goświnowice, foi criado o Parque Industrial Regional WSSE “Invest Park”.

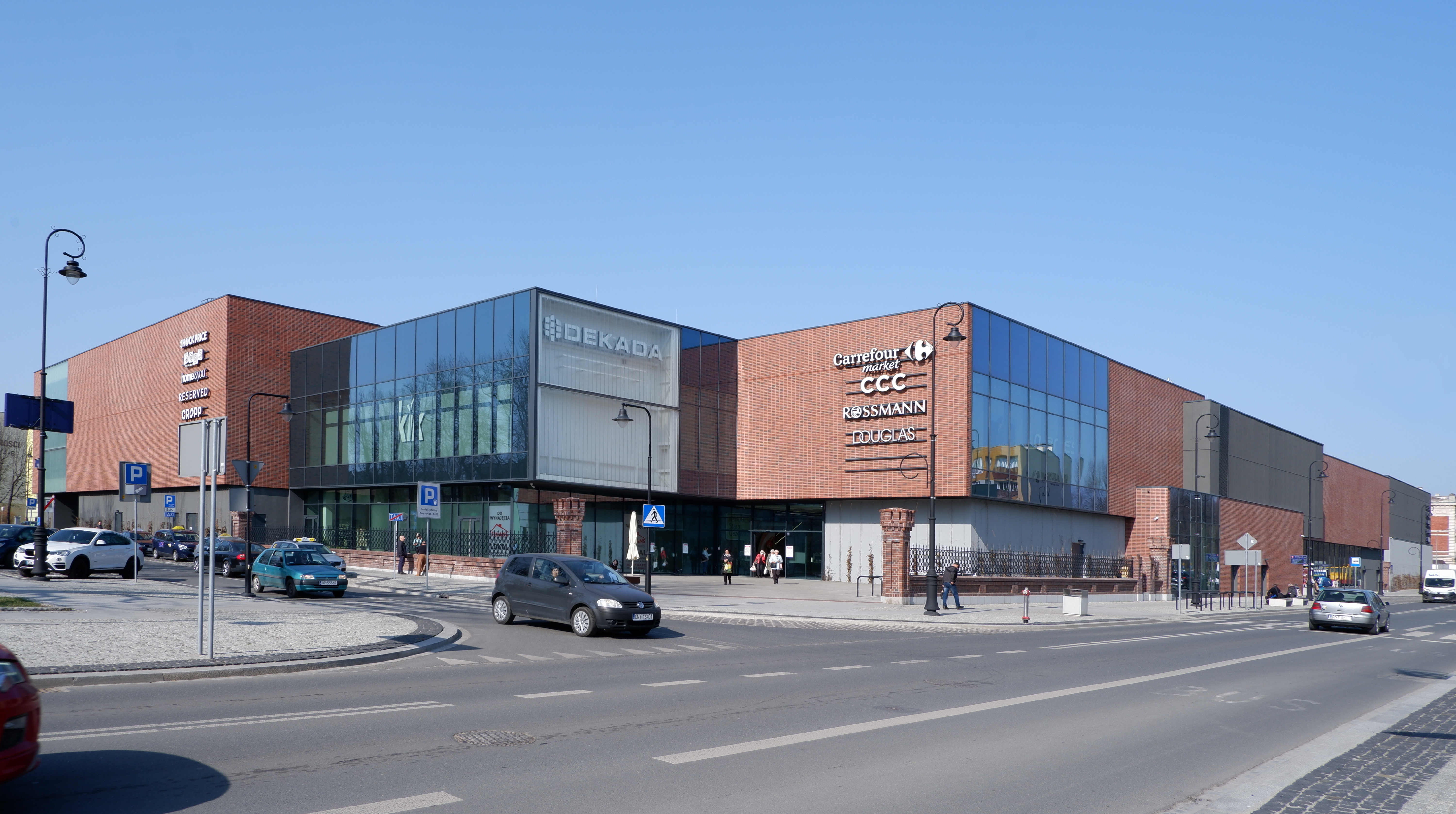
Galeria Dekada

### Comércio
Atualmente existem vários centros comerciais e shoppings em Nysa. São eles:
- Vendo Park Nysa
- Galeria Dekada Nysa
- Galeria Nyska

## Transportes

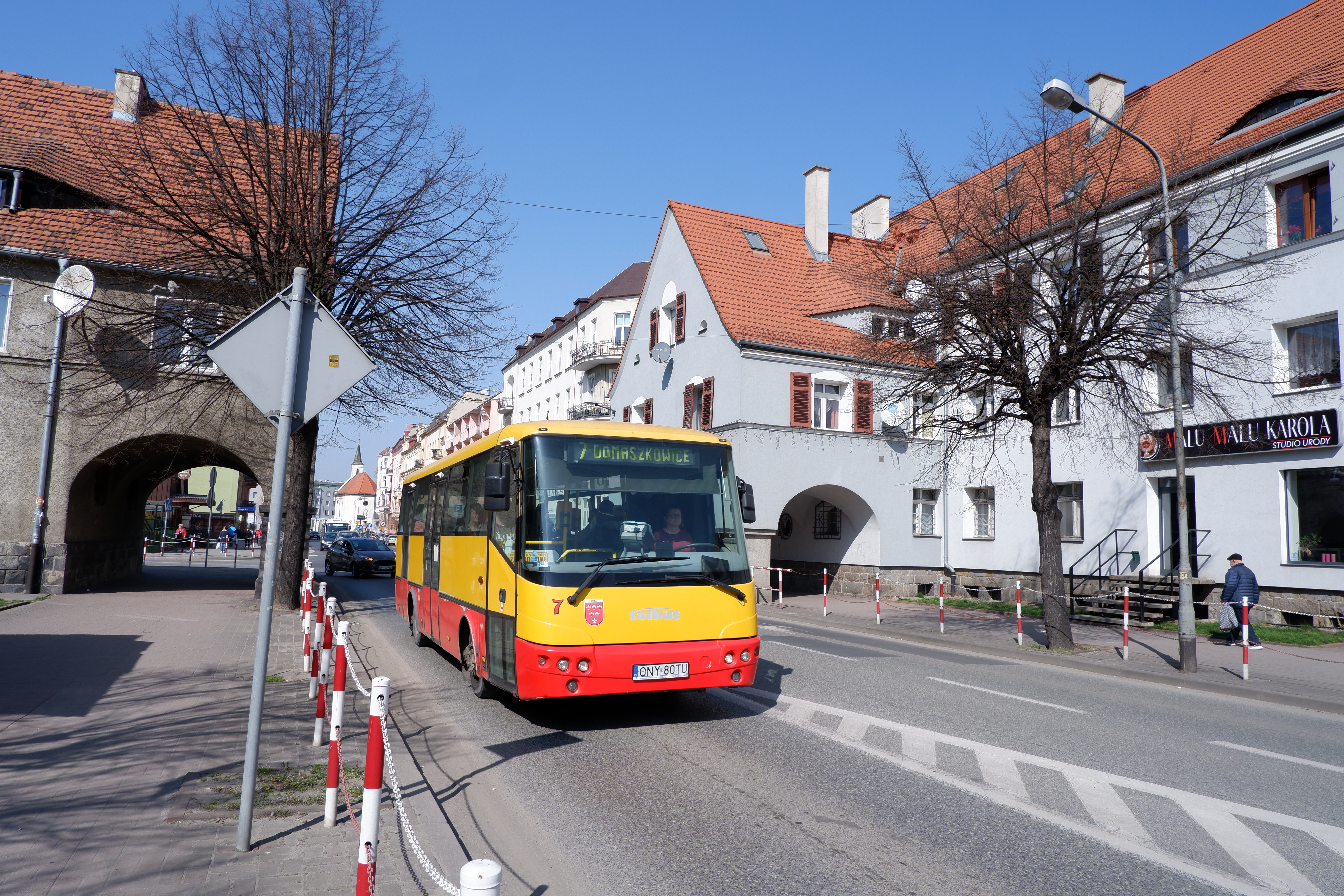
Ônibus MZK na rua Prudnicka

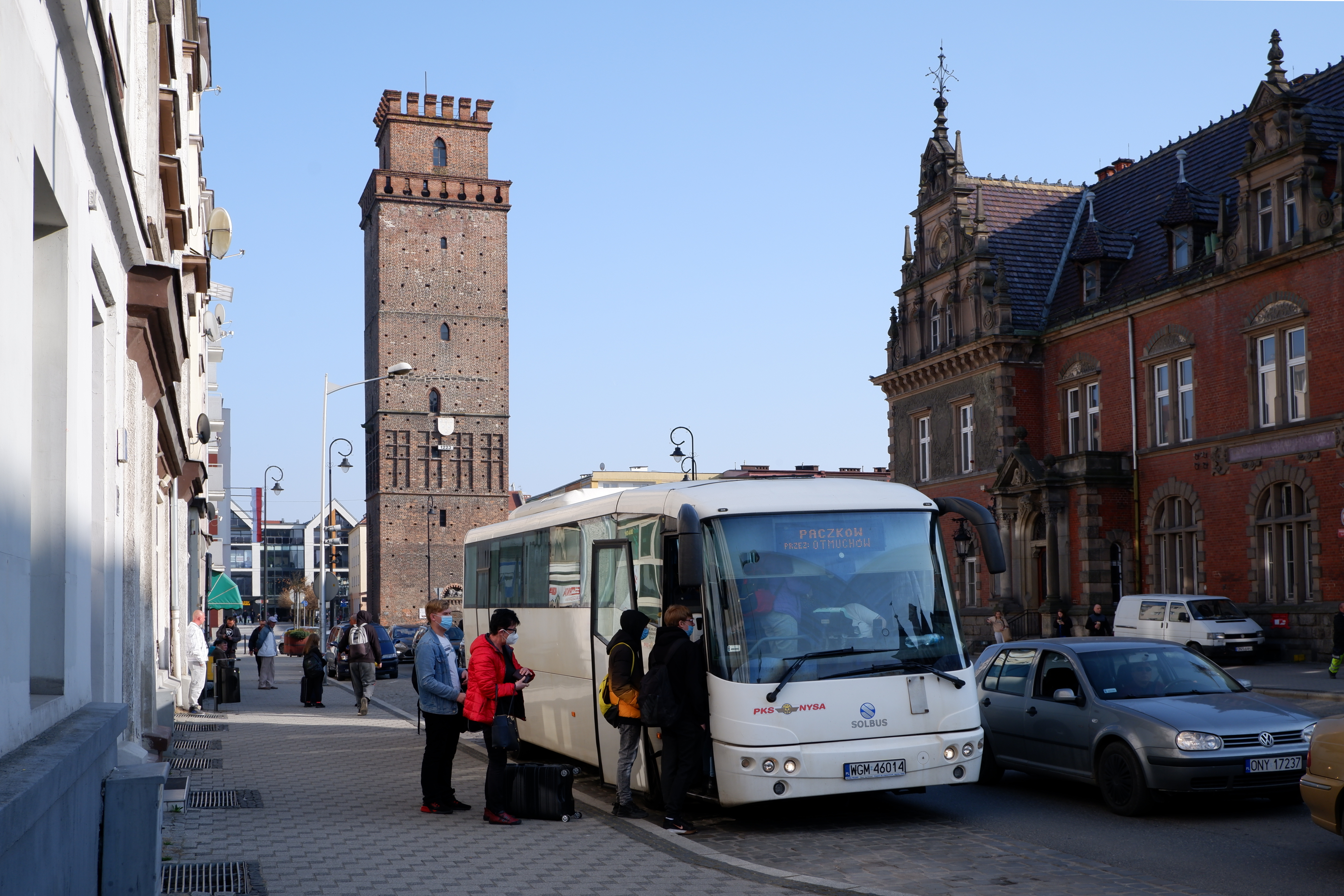
Ônibus PKS na rua Krzywoustego

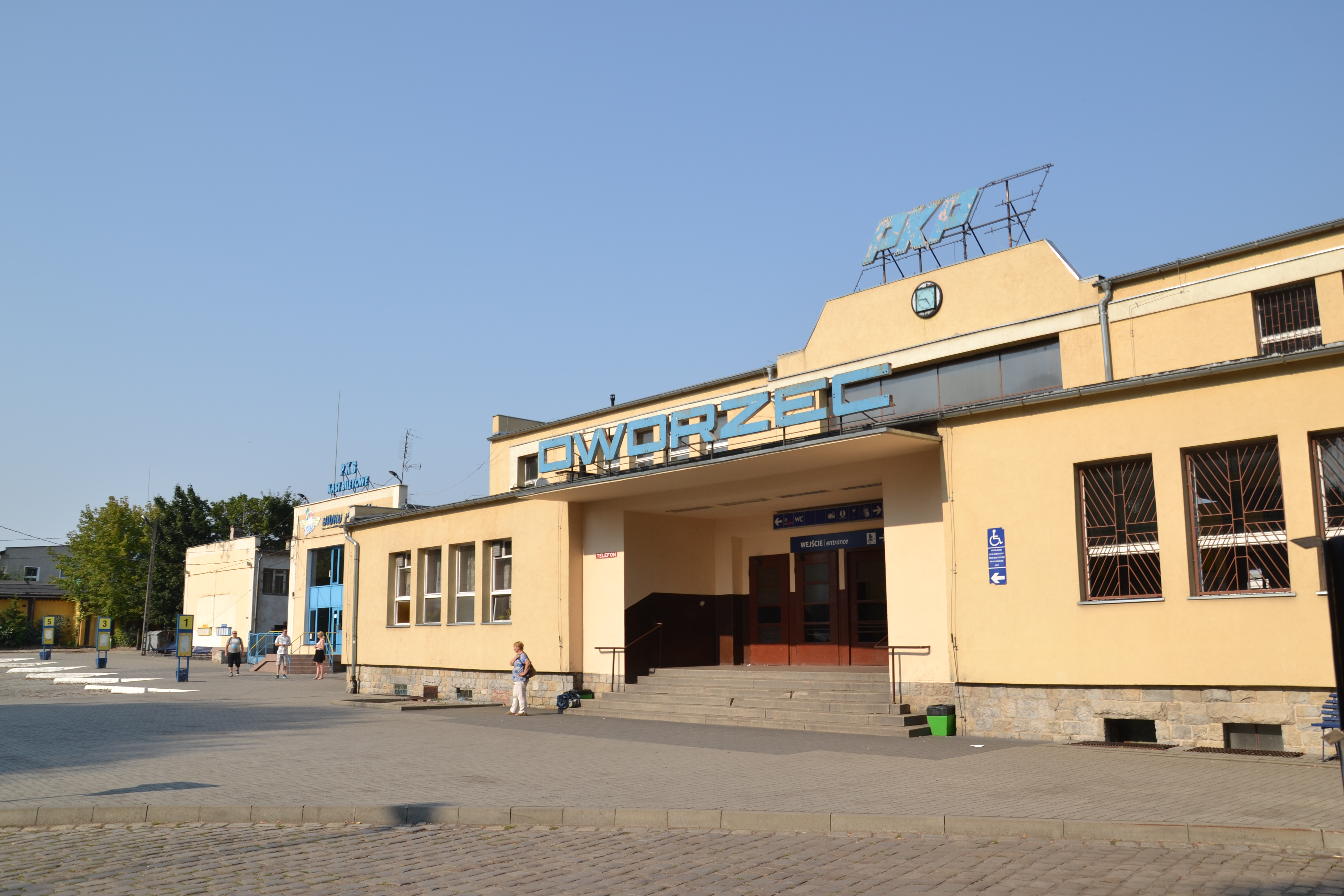
Estação ferroviária em Nysa

### Transporte rodoviário
As seguintes estradas nacionais passam ao longo do desvio de Nysa:
- Kłodzko — Nysa — Opole — Lubliniec — Częstochowa — Szczekociny; fornecendo conectividade para o oeste e norte e conectividade com a autoestrada A4
- Nysa — Prudnik — fronteira com a  República Tcheca em Trzebinie; garantindo conectividade para o leste

A rede é complementada por estradas da voivodia:
- Głuchołazy — Nysa
- Korfantów — Nysa
- Głębinów (rotatória do anel viário) — Nysa — Niwnica (rotatória do anel viário)

A travessia do rio Nysa Kłodzka é possível graças a duas pontes rodoviárias perto do centro da cidade, uma no anel viário. O tráfego oscilante de carros de até 3,5 toneladas é permitido através da ponte na barragem do Lago Nysa.

### Transporte ferroviário
No passado, Nysa era um entroncamento ferroviário importante na Silésia, agora há uma estação ferroviária e a estação ferroviária Nysa Wschodnia na rota para Opole.

### Transporte público
Em Nysa, o transporte público opera na forma de ônibus.

### Heliponto
Em 2011, foi inaugurado o primeiro heliponto sanitário do país na cobertura do hospital do condado Bem-aventurada irmã elisabetana Maria Merkert na rua Bohaterów Warszawy, 34.

## Cultura
Antes da Segunda Guerra Mundial, havia um teatro municipal de drama e ópera em Nysa, em funcionamento desde 1852. O prédio do teatro foi destruído durante a Segunda Guerra Mundial, reconstruído e usado pelo Centro Cultural de Nysa.
As fortificações da cidade sediam o Festiwal Fantastyki Nyskon de três dias desde 2016.
Há instituições culturais em Nysa:
- Casa da Cultura de Nysa[55]
- Lareira Artística
- Escola Estadual de Música Primária e Secundária Witold Lutosławski
- Museu em Nysa
- Biblioteca Pública Municipal e Comunal
- Cinema 3D “Cinema N 3D”

### Eventos culturais regulares
- Dias de Nysa — evento ao ar livre realizado anualmente em maio.[56][57]
- Festival de canções de natal e pastorais[58]
- Festival do Fogo e da Água
- Dias da fortaleza de Nysa — um evento ao ar livre organizado desde 2001 no último fim de semana de julho[59]

### Bandas de música
- AcidLand (sludge, stoner, doom metal)
- Death Rate (death metal)
- God in Ruins (death, black, thrash metal)
- Visceral Infection (brutal death metal, grindcore)

## Mídia local

### Imprensa
- “Respublika”
- “Nowiny Nyskie”
- “Nowa Trybuna Opolska” — filial em Nysa
- “Gazeta Pogranicza”

### Televisão
- TVP Opole — filial em Nysa
- Opolskie de televisão regional
- TV Prudnik (TV Borderlands)

### Rádio
- Radio Nysa FM
- Rádio Opole - filial em Nysa
- Rádio ONY

### Portais
- Portal Nysa
- I love Nysa
- Nasza Nysa
- Hot Nysa[60]
- Portal informacyjny NysaInfo.pl

## Religião

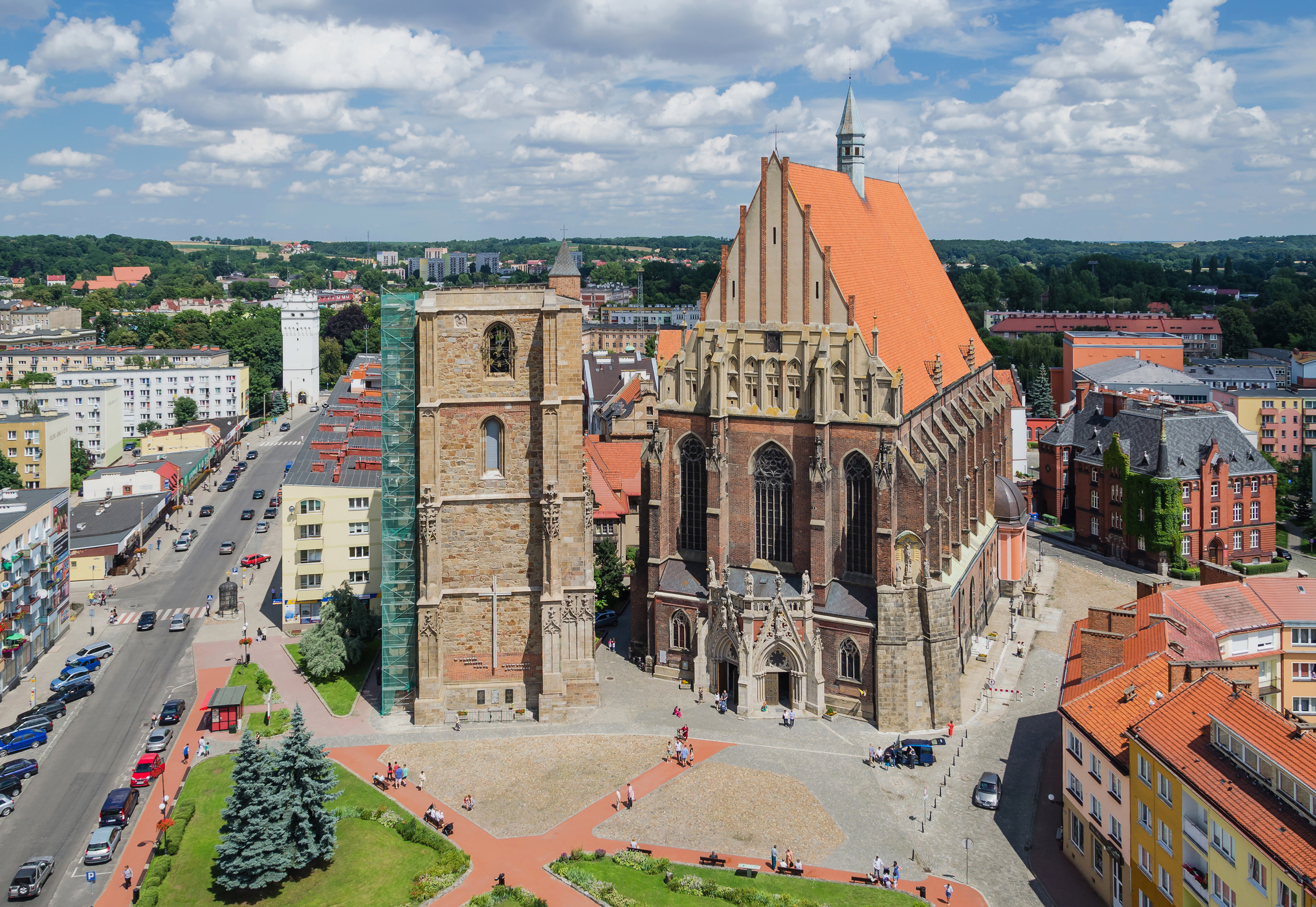
Basílica de Santiago e Santa Inês

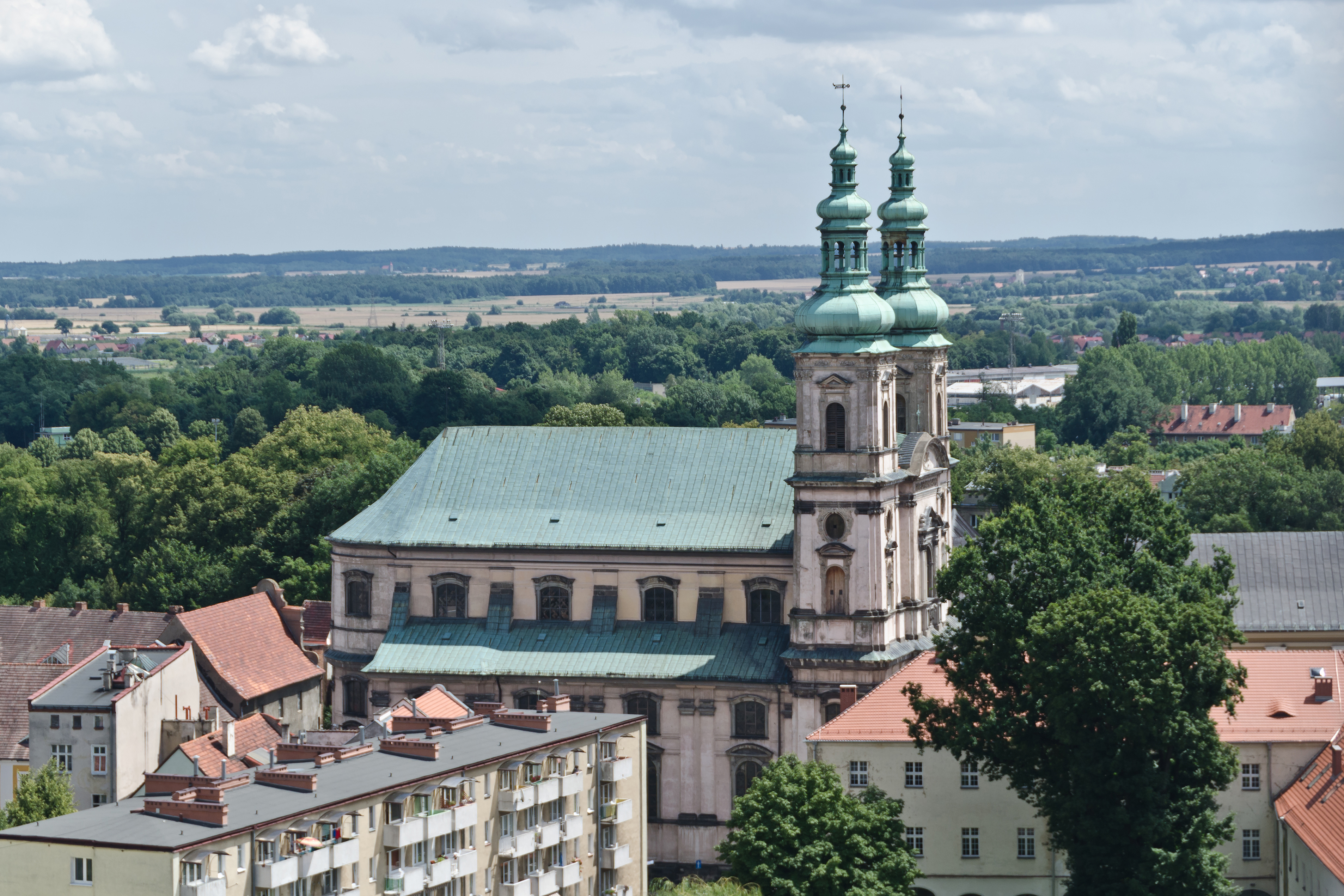
Igreja da Assunção da Bem-Aventurada Virgem Maria

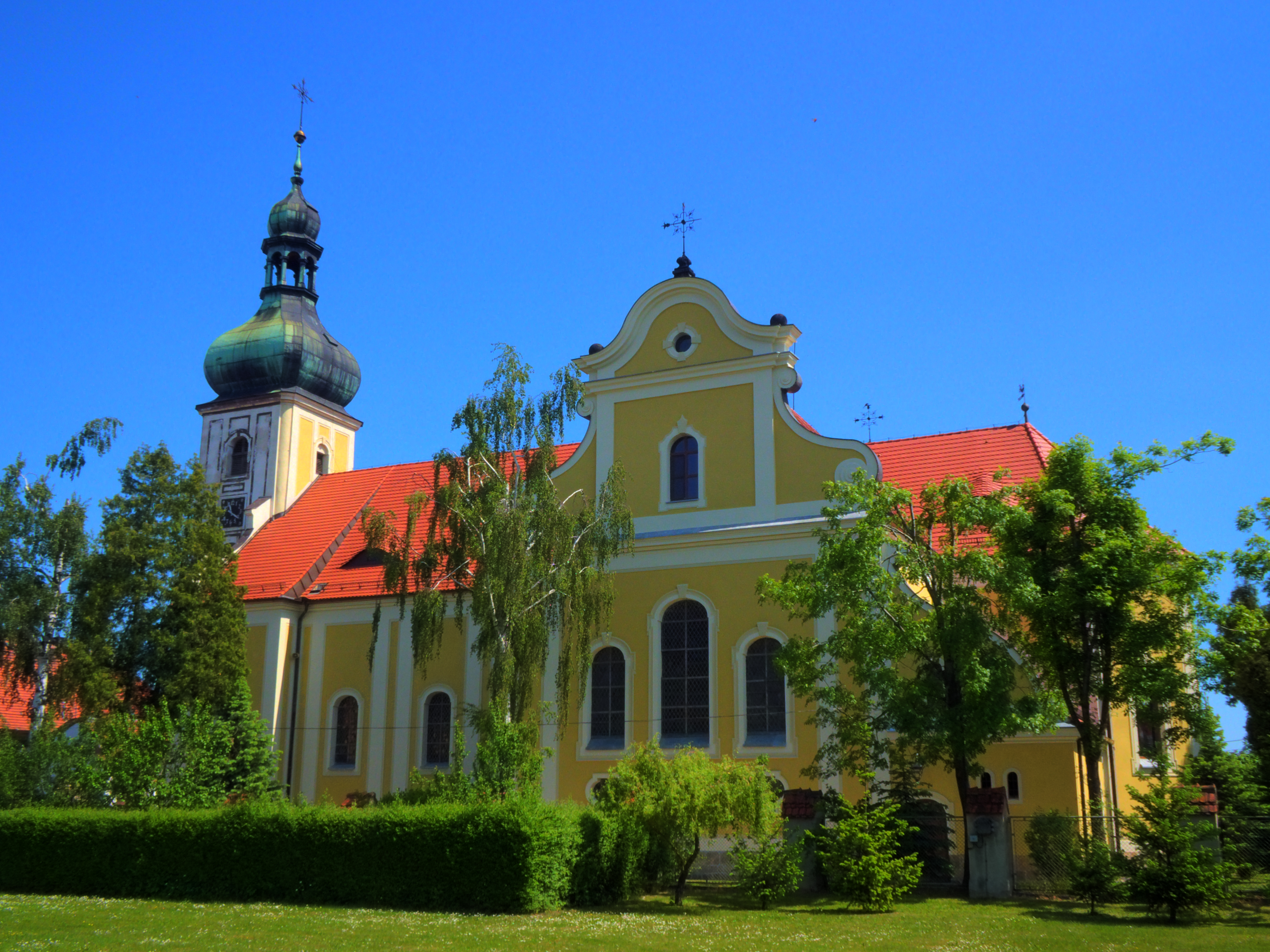
Igreja de São João Batista e São Nicolau

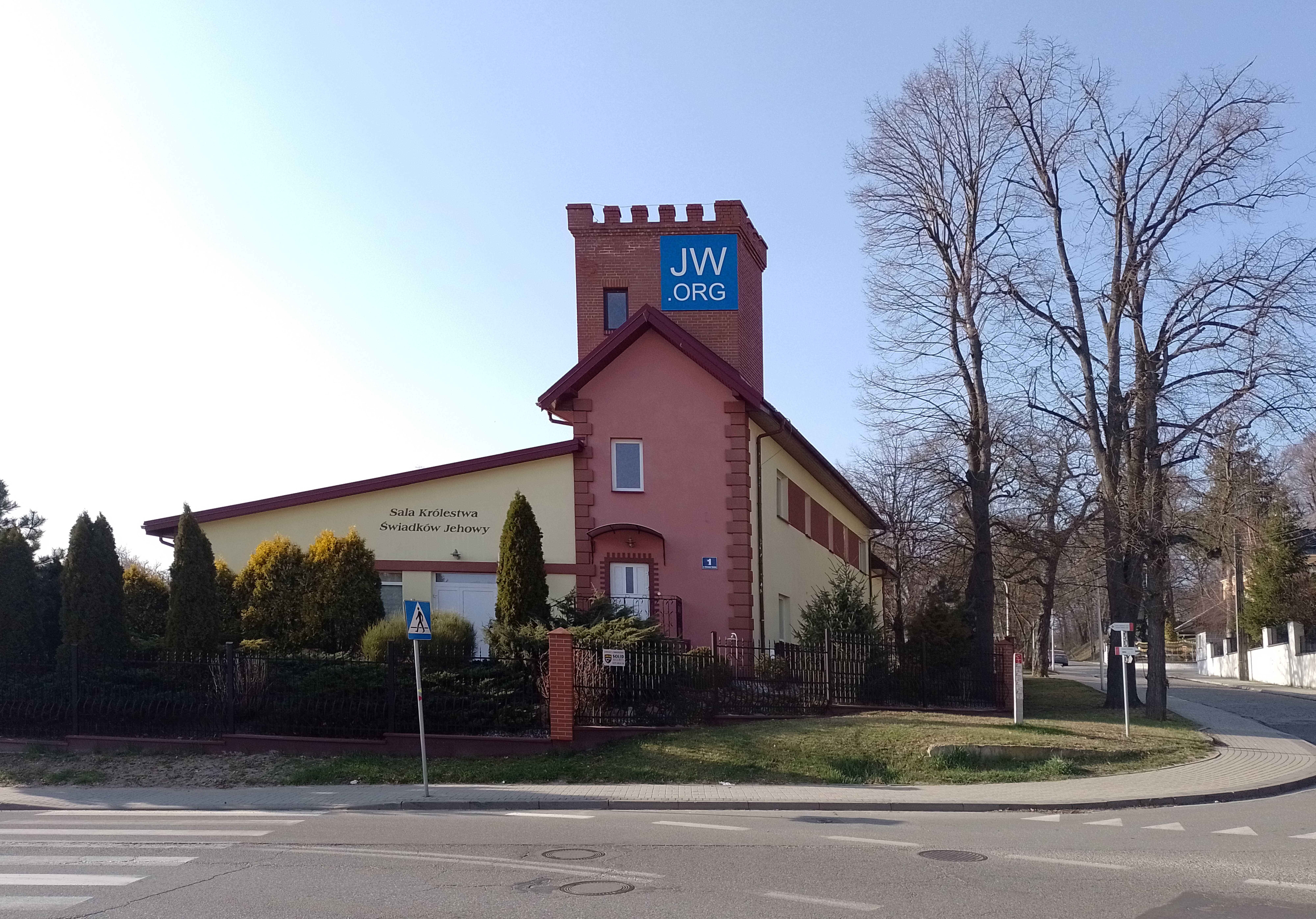
Salão do Reino das Testemunhas de Jeová

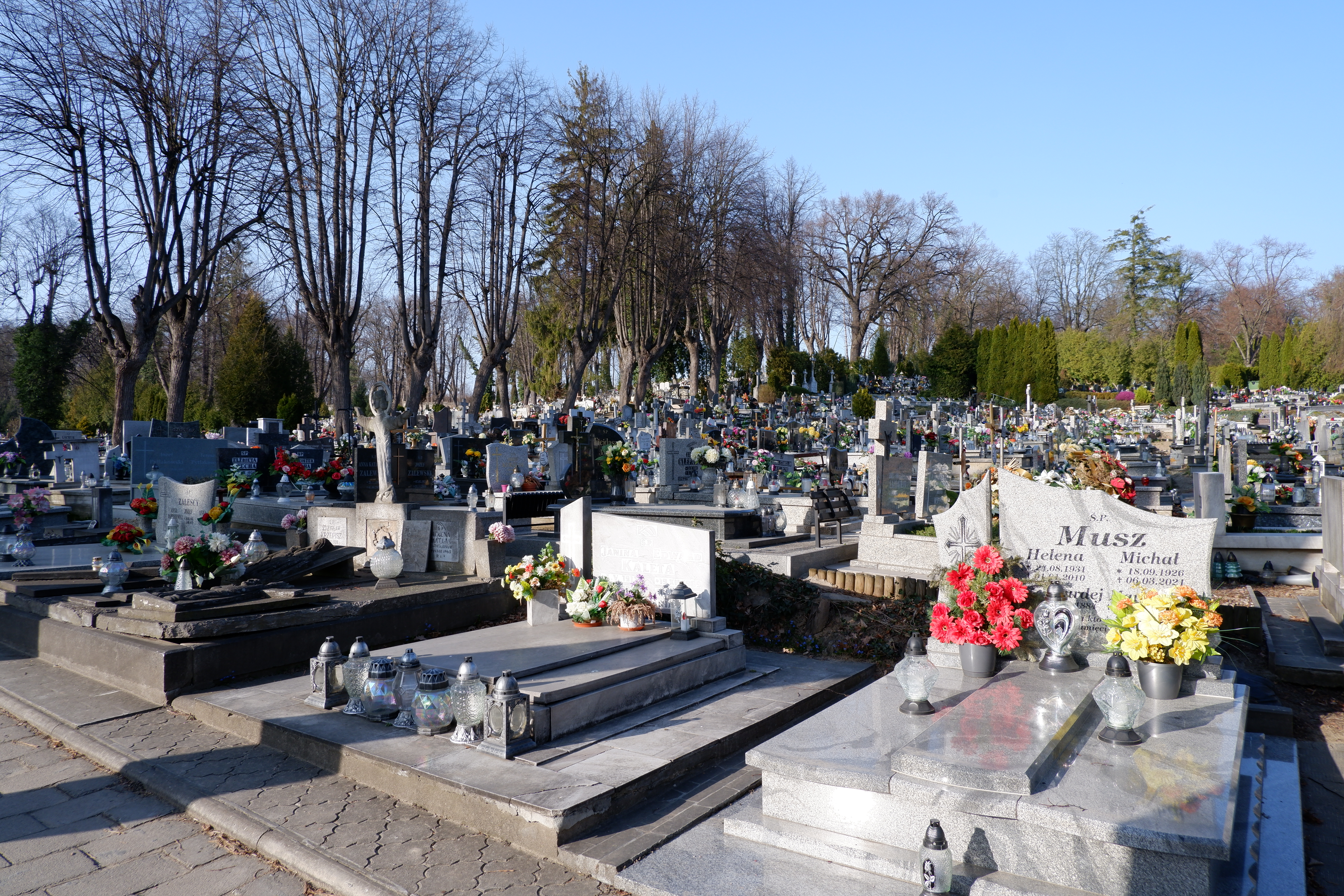
Cemitério Municipal

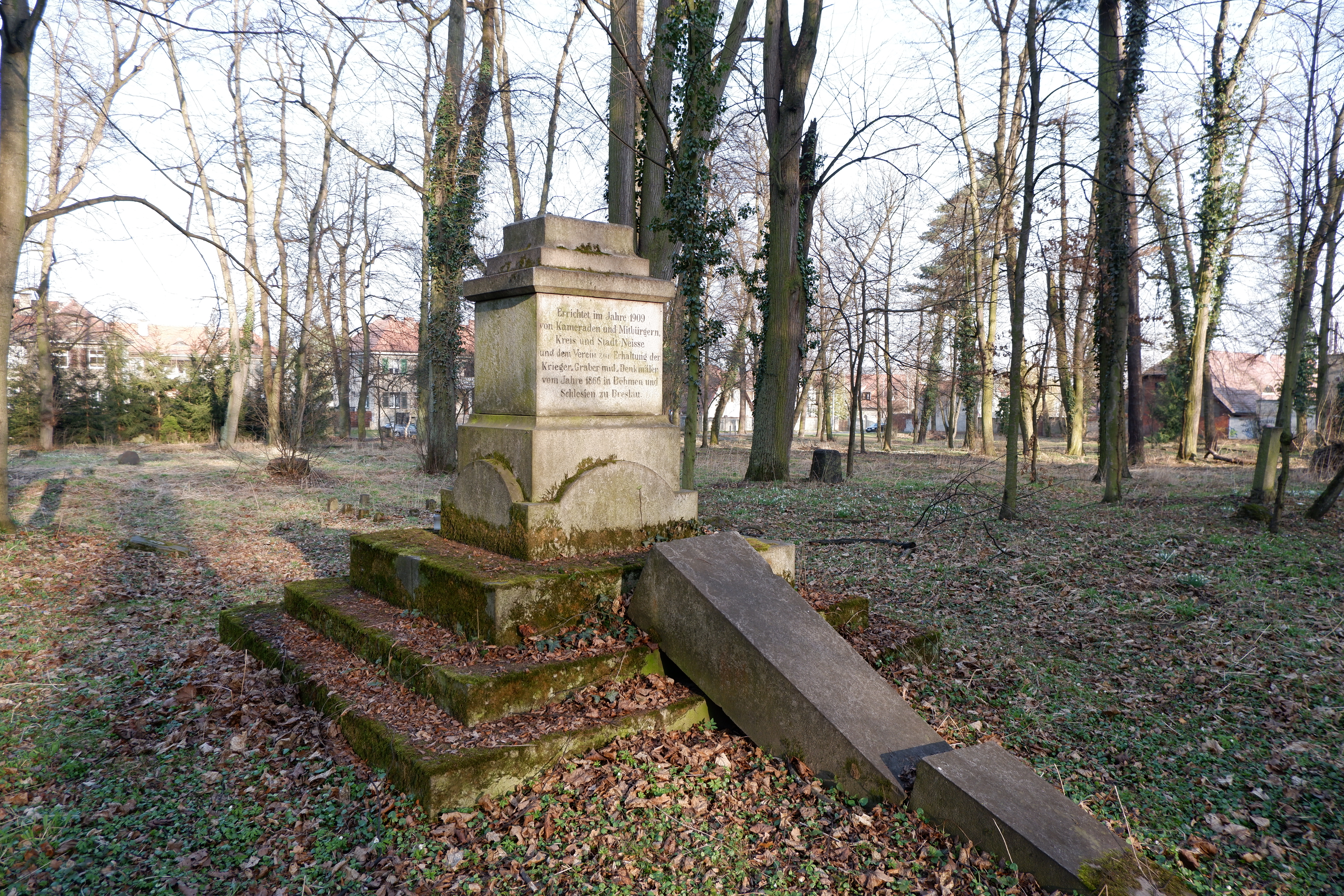
Relíquias do cemitério da guarnição

### Comunidades religiosas

#### Igreja Católica na Polônia
Forania de Nysa
- Paróquia de Santiago e Santa Inês (Praça da Catedral 7)[61]
  - Igreja de Santiago e Santa Inês (Praça da Catedral 7)
- Paróquia de São Domingos (rua Głowackiego 12)[62]
  - Igreja de São Domingos (rua Głowackiego 12)
  - Igreja da Santa Cruz (rua Mieczysław I 4)
- Paróquia de São Francisco de Assis (rua Bramy Grodkowskiej 5)[63]
  - Igreja de São Francisco de Assis (rua Bramy Grodkowskiej 5)
- Paróquia de Santa Isabel da Hungria (av. Wojska Polskiego 31)[64]
  - Igreja de Santa Isabel da Hungria (av. Wojska Polskiego 31)
  - Igreja de São Roque e São Sebastião (av. Wojska Polskiego)
- Paróquia de São João Batista e São Nicolau (rua Ks. P. Ściegiennego 5)[65]
  - Igreja de São João Batista e São Nicolau (rua Ks. P. Ściegiennego 5)
- Paróquia de Nossa Senhora das Dores (rua Rodziewiczówny 3)[66]
  - Igreja de Nossa Senhora das Dores (rua Rodziewiczówny 3)
- Paróquia de São Pedro e São Paulo (rua Bracka 18)[67]
  - Igreja de São Pedro e São Paulo (rua Bracka 18)

##### Igreja Greco-Católica na Polônia
- Paróquia greco-católica em Nysa[68]

##### Igreja Adventista do Sétimo Dia
- Igreja em Nysa (rua Mariacka 18)[69]

##### Igreja Pentecostal na Polônia
- Igreja em Nysa (rua Daniel Chodowiecki 2)[70]

##### Igreja Evangélica de Augsburg na Polônia
- Igreja de Jesus Cristo (rua Daniel Chodowiecki 2, filial da paróquia em Brzeg)[71]

#### Testemunhas de Jeová
- Igreja Nysa-Cidade (incluindo o grupo de linguagem de sinais)
- Igreja Nysa-Norte
- Igreja Nysa-Leste (Salão do reino, rua Obrońców Tobruku 1)

#### A Sé dos Apóstolos de Deus e do Cordeiro
- Igreja (al. Wojska Polskiego 43a)

#### Associação Budista do Caminho do Diamante da Linhagem Karma Kagyu
- Grupo de meditação (rua Mickiewicza 12/1)

### Cemitérios
- Cemitério municipal (rua Mieczysława I 4)
- Cemitério (rua Złotogłowicka)
- Cemitério Religioso (avenida Wojska Polskiego 75A)
- Cemitério Religioso da Congregação dos Padres Verbistas
- Cemitério paroquial de São João Batista e São Nicolau
- Cemitério judeu (rua Kaczkowskiego)

### Edifícios sagrados inexistentes
- Sinagoga (fechada)
- Antiga sinagoga (demolida antes de 1892)
- Igreja de Santa Catarina (guarnição, demolida em 1956)

## Educação e Ciência
Na comuna de Nysa, há 15 escolas primárias (doze públicas e três privadas), 5 escolas secundárias gerais (quatro públicas, uma não pública administrada pela diocese), 4 escolas vocacionais e escolas pós-secundárias. Há também uma universidade pública na cidade, a Escola Estadual Superior Profissional em Nysa, a Universidade de Teologia e Humanidades em Podkowa Leśna e a Escola Superior de Economia da Silésia em Katowice.
Jardim de infância

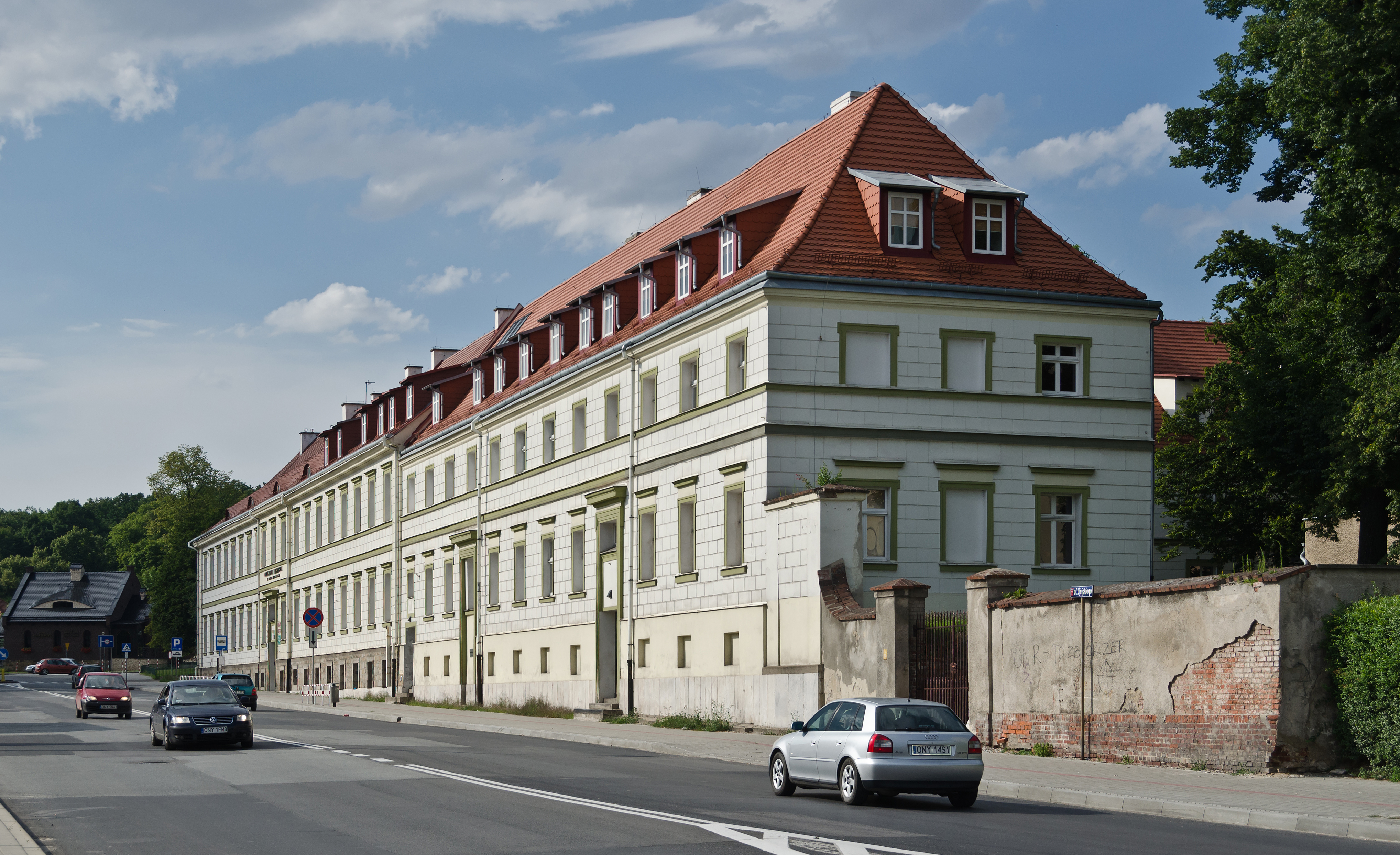
Escola Estadual Superior Profissional

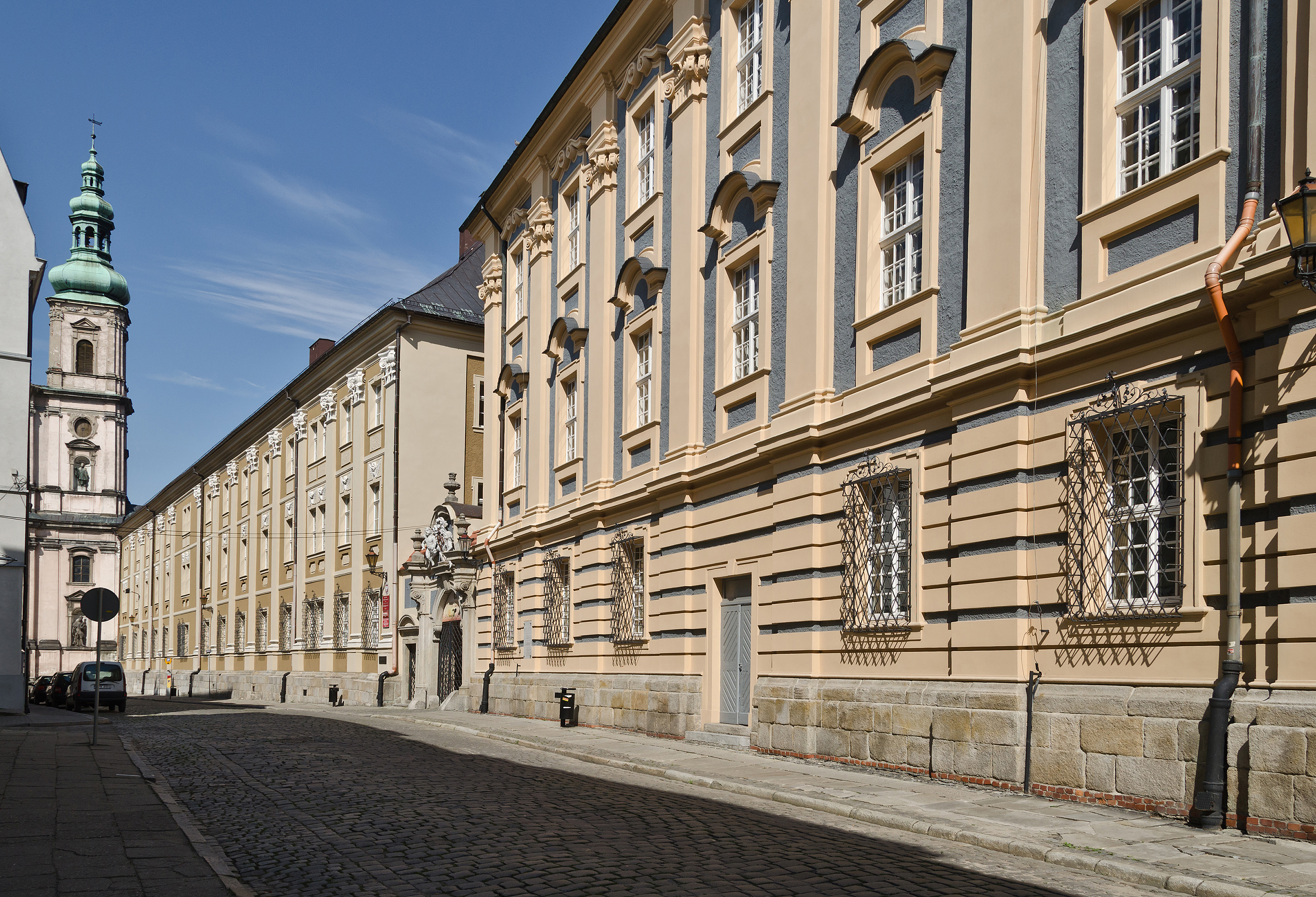
I Liceum Ogólnokształcące Jan III Sobieski Carolinum

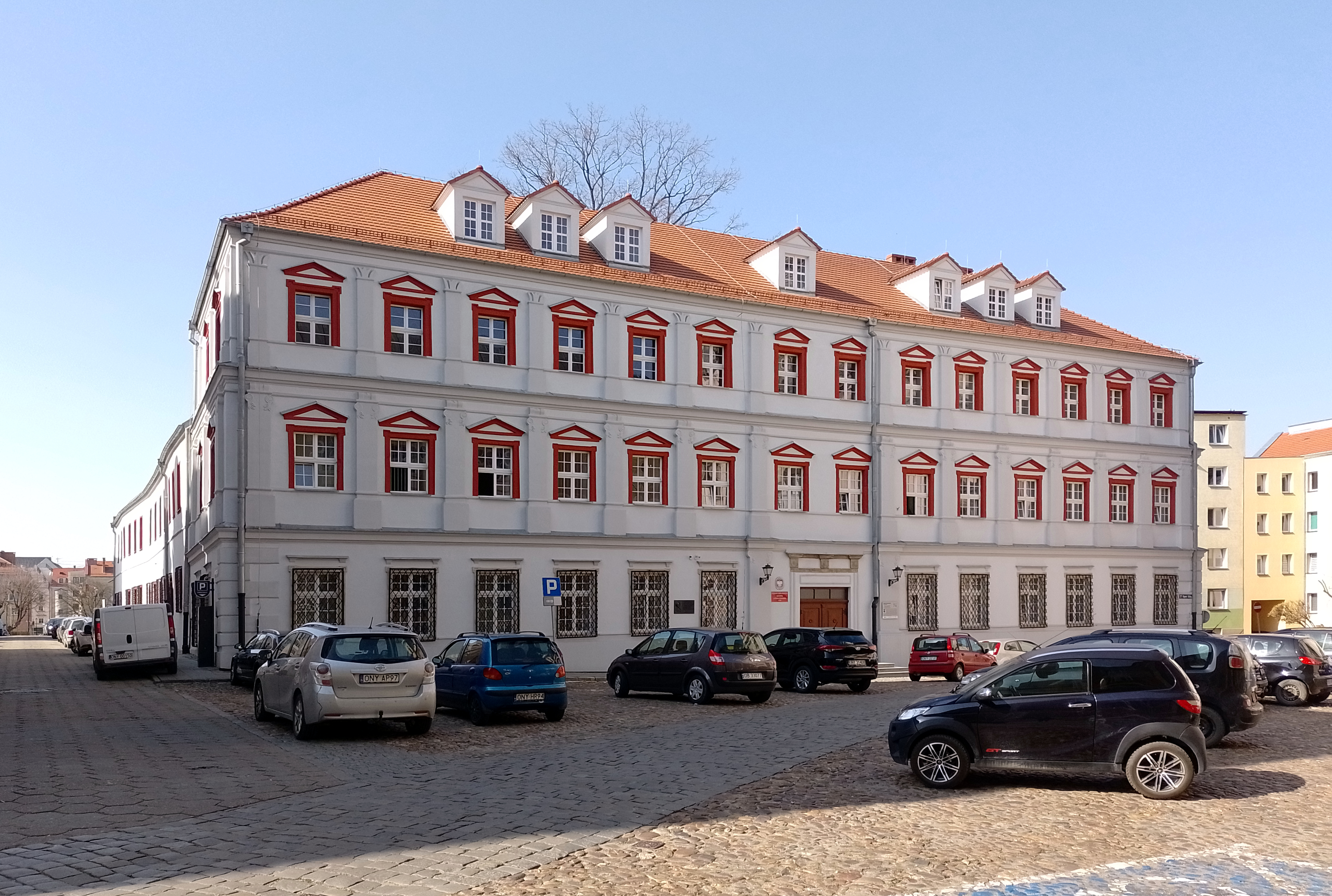
Escola Estadual de Música Primária e Secundária Witold Lutosławski

- Jardim de infância público n.º 1 (rua Bohaterów Warszawy 48)
- Jardim de infância de integração n.º 5 (rua Bohaterów Warszawy 13)
- Jardim de infância público n.º 6 (rua Armii Krajowej 9)
- Jardim de infância público n.º 8 (rua Tkacka 12)
- Jardim de infância público n.º 9 (rua Sudecka 7)
- Jardim de infância público n.º 10 (rua 11 Listopada 8A)
- Jardim de infância público n.º 12 (rua Podolska)
- Jardim de infância público n.º 14 (rua Grodkowska 26)
- Jardim de infância particular “Smerf” (rua Kościuszki 9)

Escolas primárias
- Escola primária pública n.º 1 (rua Bohaterów Warszawy 7)
- Escola primária n.º 3 Janusz Korczak (rua Krawiecka 6)
- Escola primária pública n.º 5 (rua E. Gierczak 8)
- Escola primária n.º 10 com aulas de integração (rua 11 Listopada 6)
- Escola primária pública especial n.º 11 (rua Grodkowska 54)
- Escola primária de Esportes Powstańców Śląskich (rua Bramy Grodkowskiej 4)
- Escola primária privada J. Kozarzewski (rua Kościuszki 9)
- Escola primária Diocesana (rua Św. Piotra 1A)

Escolas pós-secundárias
- Centro Europeu de Educação e Formação “Vademecum”  (rua Poznańska 1)
- Faculdade particular de medicina profissional (rua Kościuszki 10)
- Escola secundária para adultos n.º 1 (rua Rodziewiczówny 1)
- Escola secundária para adultos n.º 2 (praça Sikorskiego 1)
- Escola secundária n.º 1 (praça Sikorskiego 1)
- Escola secundária n.º 2 (rua Orkana 6)
- Escola secundária n.º 3 (rua Rodziewiczówny 1)

Escolas secundárias
- I Liceum Ogólnokształcące Jana III Sobieskiego Carolinum (rua Sobieskiego 2)
- Escola secundária n.º 2 (rua Rodziewiczówny 1)
- III Liceum Ogólnokształcące Maria Curie-Skłodowska
- Escola secundária com perfil IV (rua Szopena 4)
- Escola diocesana de Humanidades (rua Św. Piotra 1)
- Escola profissional básica n.º 1 (rua Orkana 6)
- Escola profissional básica n.º 3 (rua Szopena 4)
- Escola profissional especial n.º 4 (rua Orkana 6)
- Escola profissional especial n.º 5 (rua Szopena 4)
- Complexo Escolar Econômico (praça Sikorskiego 1)

Outras
- Escola Estadual de Música Primária e Secundária Witold Lutosławski (Rynek Solny 2)

Universidade pública
- Escola Superior Vocacional Estadual em Nysa (rua Armii Krajowej 7)

## Esportes
A principal entidade responsável pelo esporte e lazer na cidade é o Centro de Recreação de Nysa.

### Instalações esportivas
- Estádio municipal (rua Kraszewskiego 2)
- Estádio Polonia Nysa (rua Sudecka 28)
- Ginásio Nysa (rua Sudecka 23)
- Quadras de tênis
- Piscina coberta (rua Piłsudskiego 40)
- Praia Balneário Municipal (rua Ujejskiego 25)
- Parque de skate
- Campos de futebol Orlik 2012
- Pista de patinação no gelo (rua Kraszewskiego)

### Clubes esportivos
- Fort Nysa Rugby Football Club — o clube tem seções: futebol australiano e rugby.
- Stal Nysa SA — a equipe sênior joga atualmente na PlusLiga em 2020/2021. A seção, cujas tradições remontam a 1948, especializou-se essencialmente no voleibol, onde alcançou grandes sucessos, como: a Taça da Polônia na temporada de 1995/1996, o segundo vice-campeão da Polônia na categoria sênior (1993/1994, 1994/1995), duas vezes medalha de bronze do Campeonato Polonês na categoria sênior (1991/1992, 1997/1998). O clube UKS Stal Nysa venceu o campeonato polonês na categoria juvenil (1996/1997) e duas vezes o vice-campeonato polonês na categoria cadetes e juniores mais velhos.
- AZS PWSZ Nysa — clube estudantil. O clube tem seções: água, defesa, turismo, basquete, força, bridge, aeróbica esportiva, futebol, xadrez e esportes de inverno [56].

Stal Nysa (futebol).
- Polonia Nysa (futebol).
- Nysa Sailing Club — um clube náutico que opera continuamente desde 1961, com sede no Lago Nysa. A única escola de vela para crianças e jovens na região de Opole, bem como uma seção de corrida (classes: Otimista e Cadete).[72]
- WLUKK Nysa — um clube de ciclismo, múltiplo vencedor do título de campeão polonês, na temporada de 2009 conquistou o título de campeão do clube polonês na categoria júnior.
- UKS “Dwójka” Nysa, UKS “Plejada” Nysa — clubes de hóquei em campo no Complexo Escolar de Esportes em Nysa.
- Nysa Gymnastic Society no Complexo Escolar de Esportes em Nysa.
- UKS NISA Skorochów — seção de vôlei de praia.

### Competições esportivas
Em 1954, o Campeonato Polonês de Ciclismo Cross-Country foi realizado em Nysa.

## Política

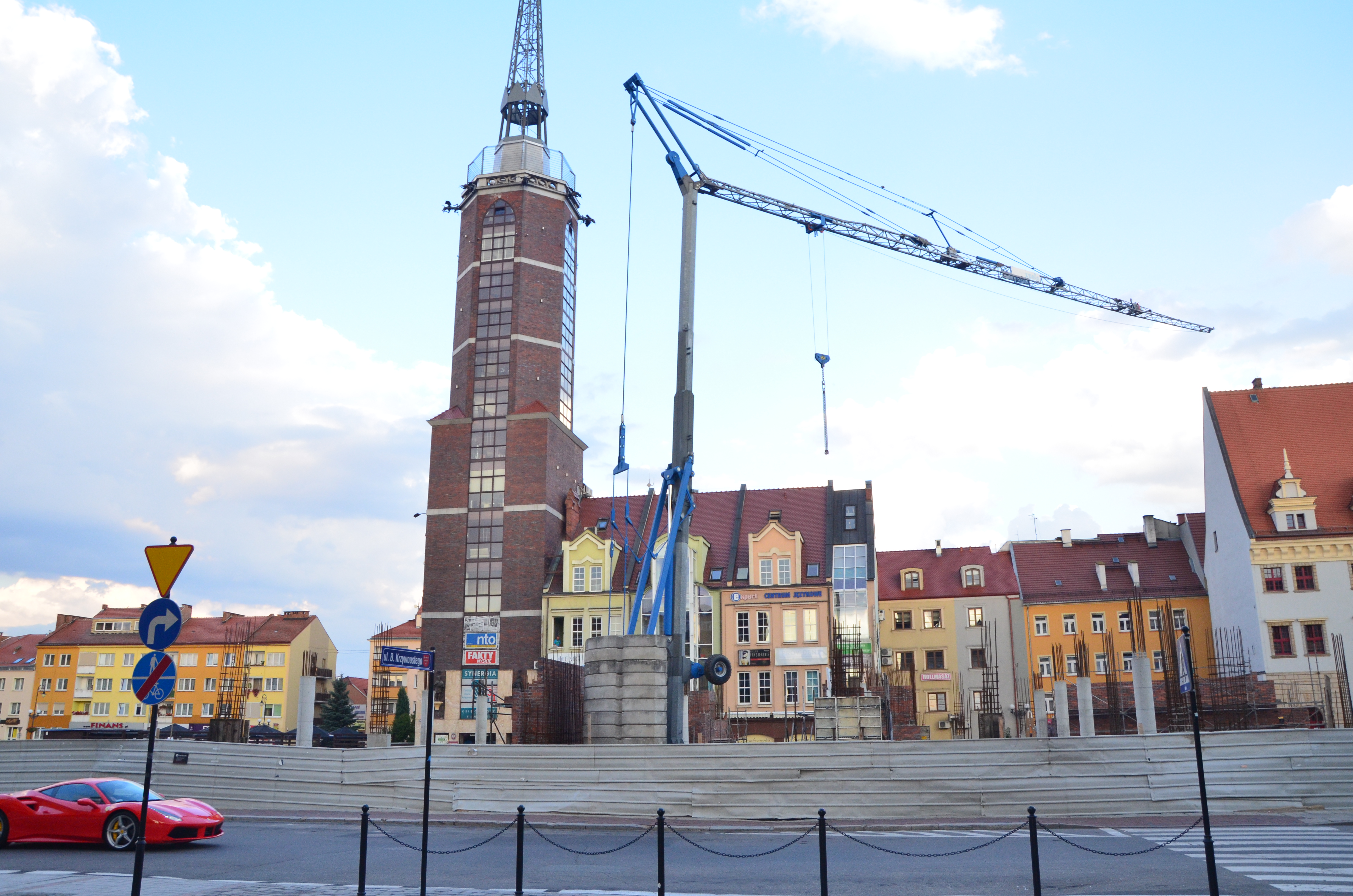
Prefeitura de Nysa

A cidade é sede da comuna urbano-rural de Nysa. O órgão executivo é o prefeito. Nas eleições locais de 2018, Kordian Kolbiarz foi eleito. A sede das autoridades é a Câmara Municipal na rua Kolejowa 15. A cidade é a sede do condado de Nysa.

### Câmara Municipal
Os habitantes de Nysa elegem 18 vereadores para a Câmara Municipal (18 de 23). Os restantes 5 vereadores são eleitos pelos habitantes das áreas rurais da comuna de Nysa.

## Turismo
A Igreja de São Tiago em Nysa é mencionada no Cânone Histórico Nacional da Polônia. A filial do PTTK “Sudetos Orientais” em Prudnik, concede um distintivo de turista de ciclismo no “Reino de Praděd” por visitar, entre outros lugares, Nysa.
Em 15 de julho de 2010, como parte da VI Semana Europeia de Ciclismo organizada em Prudnik e com a participação de ciclistas de toda a Europa, a rota “Na trilha da Beata Maria Luisa Merkert” passou por Nysa.

### Trilhas turísticas
As trilhas turísticas que passam por Nysa são:
- Trilha das bruxas na fronteira tcheco-polonesa (233 km): Paczków — Mohelnice[77]
- Trilha Saar-Silésia (inexistente)
- Trilha "Kopernikowski" (28,2 km): Nysa — Lago Nyskie — Siestrzechowice — Koperniki — Jodłów — Łąka — Kałków — Wierzbno — Zwierzyniec — Śliwice — Otmuchów[78]
- Caminho de Santiago em Nysa (106 km): Głuchołazy — Nysa — Skorogoszcz[79]
- Rota R-9 - EuroVelo 9[77]
- Rota R-16 (69,6 km): Lipniki — Pleśnica[77]
- Rota R-17 (74,8 km): Wilemowice — Rzymkowice[77]
- Rota R-57 (24,4 km): Nysa — Chróścina[77]